# Liste der Biografien/Mad
Liste der Biografien |
Portal Biografien |
Personensuche
# |
A |
B |
C |
D |
E |
F |
G |
H |
I |
J |
K |
L |
M |
N |
O |
P |
Q |
R |
S |
T |
U |
V |
W |
X |
Y |
Z |
?
 
Ma |
Mb |
Mc |
Md |
Me |
Mf |
Mg |
Mh |
Mi |
Mj |
Mk |
Ml |
Mm |
Mn |
Mo |
Mp |
Mq |
Mr |
Ms |
Mt |
Mu |
Mv |
Mw |
Mx |
My |
Mz
 
Maa |
Mab |
Mac |
Mad |
Mae |
Maf |
Mag |
Mah |
Mai |
Maj |
Mak |
Mal |
Mam |
Man |
Mao |
Map |
Maq |
Mar |
Mas |
Mat |
Mau |
Mav |
Maw |
Max |
May |
Maz
Die Liste der Biografien führt alle Personen auf, die in der deutschsprachigen Wikipedia einen Artikel haben. Dieses ist eine Teilliste mit 742 Einträgen von Personen, deren Namen mit den Buchstaben „Mad“ beginnt.

## Mad
- Mad Cap (* 1982), deutscher Rapper, Produzent und Labelbetreiber
- Mad Cobra (* 1968), jamaikanischer Dancehall-Musiker
- Mad Mark (* 1975), italienisch-schweizerischer DJ und Musikproduzent
- Mad Professor (* 1955), jamaikanischer MusikproduzentMad Professor (* 1955)

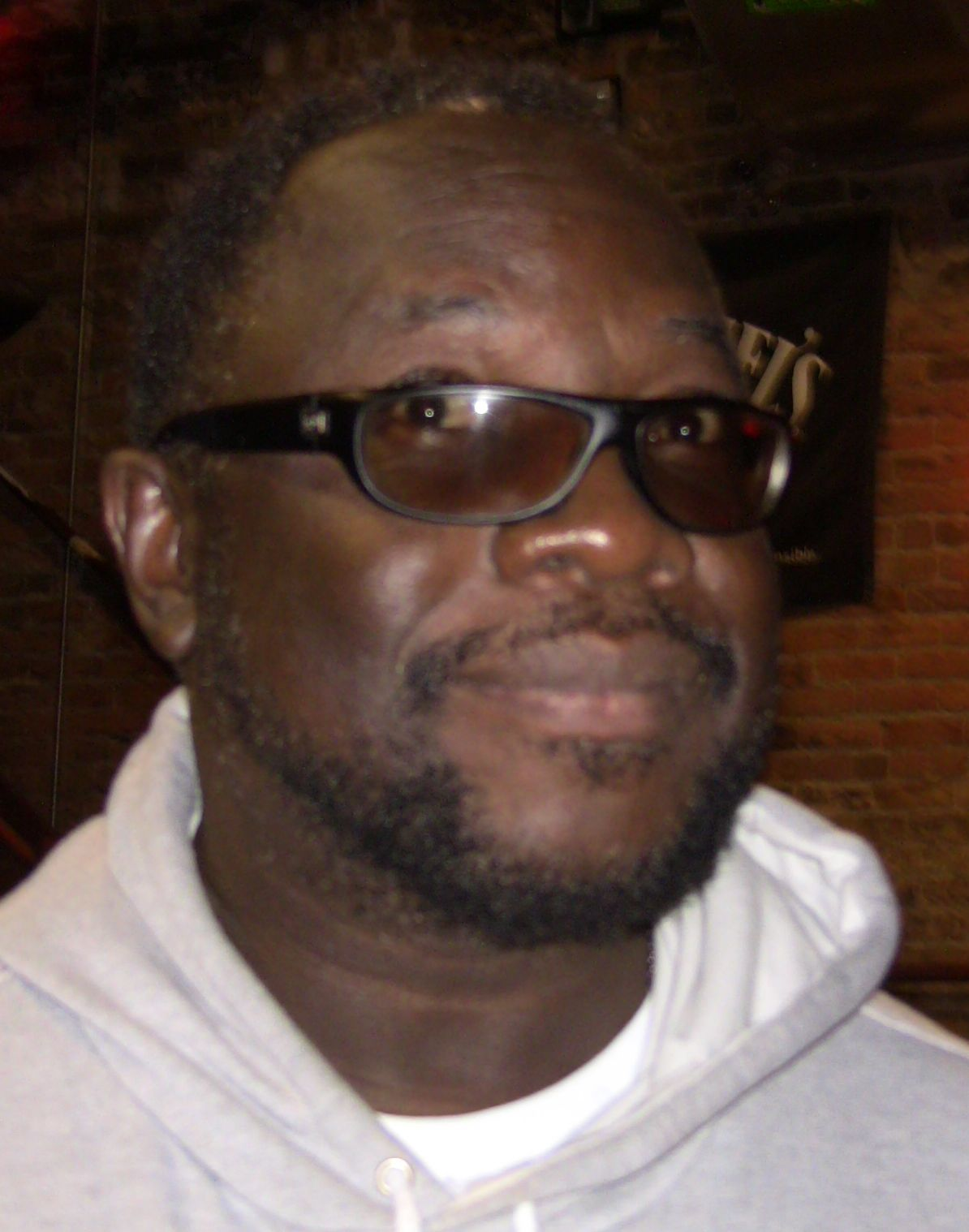
Mad Professor (* 1955)

### Mada
- Madách, Imre (1823–1864), ungarischer Dramatiker
- Madadi, Ahmad (* 1994), katarischer Handballspieler
- Madai, Carl August von (1739–1816), deutscher Mediziner, Unternehmer und Numismatiker
- Madai, David Samuel von (1709–1780), ungarischer, in Deutschland wirkender Mediziner und Numismatiker
- Madai, Guido von (1810–1892), preußischer Beamter, Landrat und Polizeipräsident
- Madai, Karl Otto von (1809–1850), deutscher Rechtsgelehrter
- Madai, Wolfgang (* 1956), deutscher Journalist und Politiker (DDR-CDU, CDU), MdL
- Madaillan d’Estissac, Bertrand de († 1522), französischer Militär
- Madaisky, Austin (* 1992), deutsch-kanadischer Eishockeyspieler
- Madaj, Milan (* 1970), slowakischer Skibergsteiger
- Madaj, Natalia (* 1988), polnische Ruderin
- Madala, Tholakele (1937–2010), südafrikanischer Jurist und Richter am Verfassungsgericht der Republik Südafrika
- Madalbertus († 857), Benediktinerabt
- Madalovas, Sergejus (* 1945), litauischer General
- Madame (* 2002), italienische Rapperin
- Madame d’Ora (1881–1963), österreichische FotografinMadame d’Ora (1881–1963)

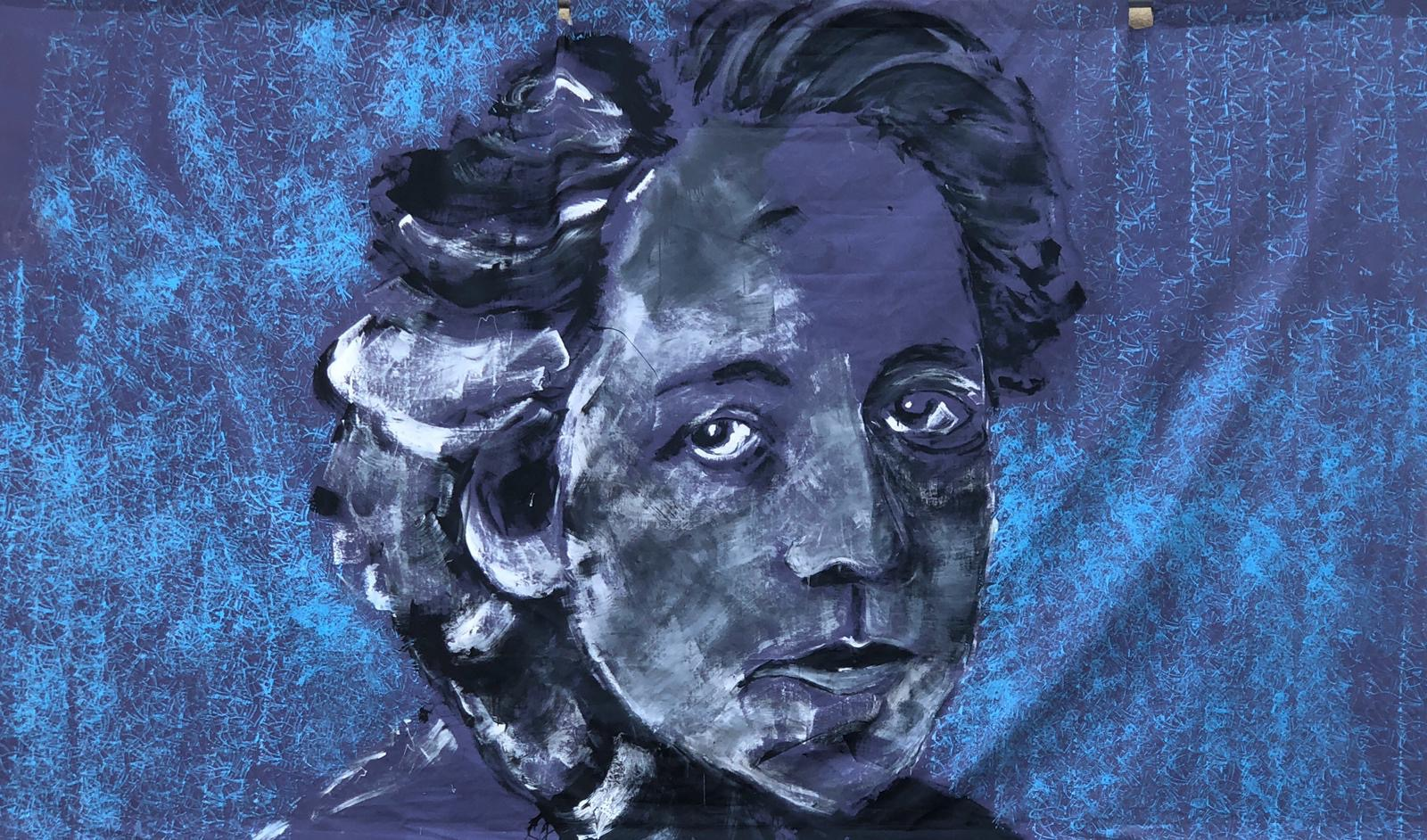
Madame d’Ora (1881–1963)

- Madame Grès (1903–1993), französische Couturière und Unternehmerin
- Madaminow, Asis (* 1993), kirgisischer Billardspieler
- Madamombe, Colleen (1964–2009), simbabwische Bildhauerin
- Madan, Ali (* 1995), bahrainischer Fußballspieler
- Madan, Jamshedji Framji (1857–1923), indischer Geschäftsmann, Theaterbesitzer, Filmproduzent und Filmpionier
- Madanchi, Amirvala (* 1994), iranischer Tennisspieler
- Madanchi, Mehrzad (* 1985), iranischer Fußballspieler
- Madanes, Alan (* 1994), argentinischer Schauspieler und Sänger
- Madani, Abbassi (1931–2019), algerischer islamistischer Politiker
- Madani, Abdelmalek (* 1983), algerischer Straßenradrennfahrer
- Madani, Ahmed (* 1970), saudi-arabischer Fußballspieler
- Madani, Ahmed Taoufik El (1898–1983), algerischer Historiker und Politiker
- Madani, Ali, iranischer Tennisspieler
- Madani, Atrin (* 1998), deutscher Jazzmusiker (Gesang)
- Madani, Husain Ahmad (1879–1957), politischer Aktivist und islamischer Gelehrter
- Madani, Kaveh (* 1981), iranischer Wissenschaftler, Umweltaktivist und ein Visiting Professor am Zentrum für Umweltpolitik (CEP) des Imperial College London
- Madani, Mahmood (* 1964), indischer islamischer Gelehrter und Politiker
- Madani, Nizar (* 1941), saudi-arabischer Politiker
- Madani, Proschat (* 1967), österreichische SchauspielerinProschat Madani (* 1967)

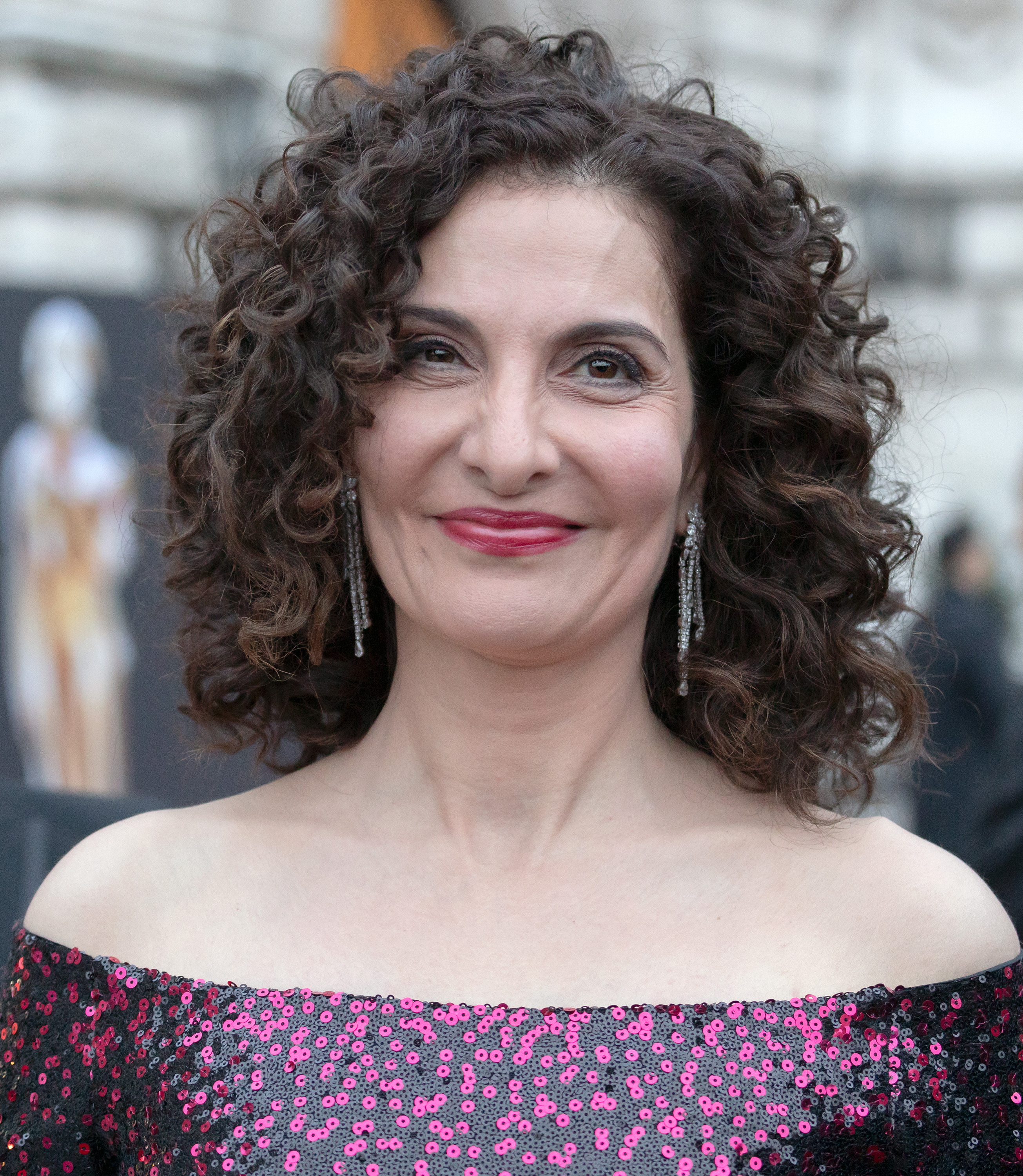
Proschat Madani (* 1967)

- Madani, Tala (* 1981), US-amerikanische Künstlerin
- Madanschiew, Stojan, bulgarischer Pokerspieler
- Madar, Mickaël (* 1968), französischer Fußballspieler
- Madar, Mohammed Hawadle, somalischer Premierminister
- Madar, Yam (* 2000), israelischer Basketballspieler
- Madarame, Hideo (* 1944), japanischer Radrennfahrer
- Madaras, Dragos Nicolae (* 1997), rumänisch-schwedischer Tennisspieler
- Madaras, Erik (* 2002), ungarischer American-Football-Spieler
- Madaras, József (1937–2007), ungarischer Schauspieler
- Madaras, Norbert (* 1979), ungarischer Wasserballer
- Madaras, Zoltán (* 1980), ungarischer Radrennfahrer
- Madarász, Endre (1909–1976), ungarischer Diskuswerfer
- Madarász, Gyula (1858–1931), ungarischer Ornithologe und Maler
- Madarász, József (1814–1915), ungarischer Politiker und Reichstagsabgeordneter
- Madarász, Margit (1884–1959), ungarische Tennisspielerin
- Madarász, Viktor (1830–1917), ungarischer romantischer Maler
- Madarász-Dobay, Csilla (1943–2021), ungarische Schwimmerin
- Madari Pillyalil, Jabir (* 1996), indischer Hürdenläufer
- Madariaga, Andrés (1878–1920), chilenischer Maler
- Madariaga, Mónica (1942–2009), chilenische Politikerin
- Madariaga, Salvador de (1886–1978), spanischer Politiker, Emigrant und SchriftstellerSalvador de Madariaga (1886–1978)

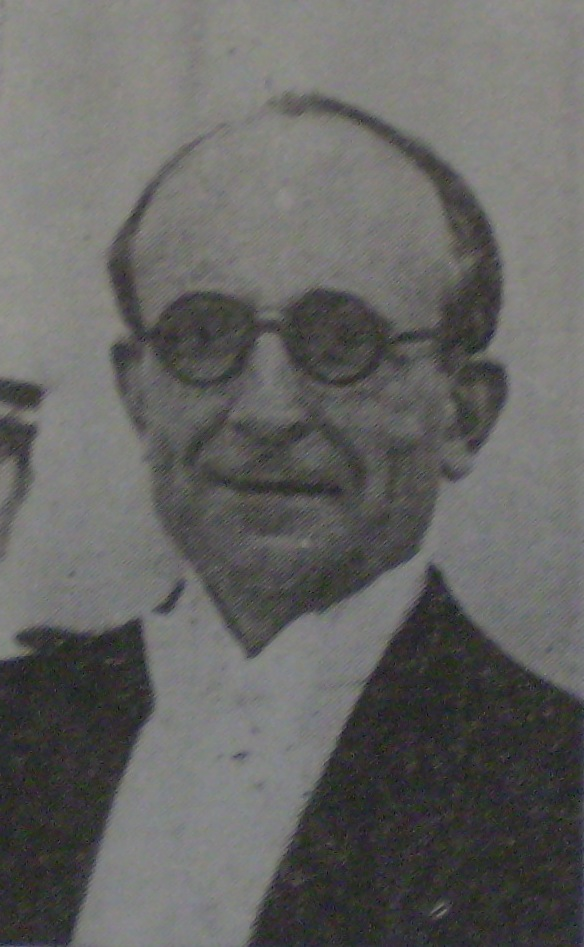
Salvador de Madariaga (1886–1978)

- Maďarič, Marek (* 1966), slowakischer Politiker
- Madas, Oliver (* 1979), österreichischer Musikpädagoge
- Madaschi, Adrian (* 1982), australischer Fußballspieler
- Madates, Anführer der Uxier
- Madathikandathil, George (* 1956), indischer Geistlicher, Bischof von Kothamangalam
- Madathikunnel, Augustine (* 1963), indischer römisch-katholischer Geistlicher, Bischof von Khandwa
- Madathiparambil, Justin Alexander (* 1972), indischer römisch-katholischer Geistlicher, Weihbischof in Vijayapuram
- Madau, Piero, italienischer Astrophysiker
- Madaus, Friedemund (1894–1967), deutscher Industrieller
- Madaus, Gerhard (1890–1942), deutscher Mediziner und Industrieller
- Madaus, Hans (1896–1959), deutscher Industrieller
- Madaus, Magdalene (1857–1925), deutsche Homöopathin
- Madaus, Stephan (* 1974), deutscher Rechtswissenschaftler, Hochschullehrer
- Madaus, Tilman (* 1962), deutscher Schauspieler und Hörspielsprecher
- Madavi, Mansur (1942–2022), österreichischer Filmregisseur und -produzent iranischer Herkunft

### Madb
- Madbuli, Mustafa (* 1966), ägyptischer Ingenieur und Politiker

### Madc
- MadC (* 1980), deutsche Graffiti-Künstlerin und Autorin
- Mädche, Alexander (* 1973), deutscher Wirtschaftsinformatiker und Hochschullehrer
- Mädchen aus dem Bareler Moor, Moorleiche
- Mädchen aus dem Main († 2001), ermordetes Mädchen
- Mädchen aus dem Uchter Moor, Moorleiche
- Mädchen von Dröbnitz, Moorleiche
- Mädchen von Egtved, Tote der nordischen BronzezeitMädchen von Egtved
- Mädchen von Röst, Moorleiche
- Mädchen von Yde, Moorleiche

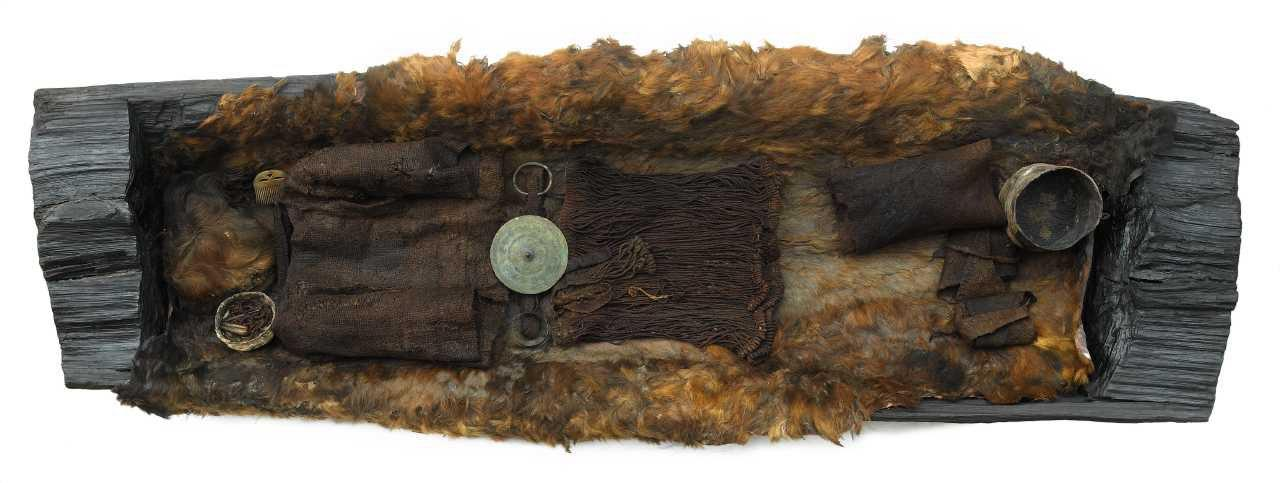
Mädchen von Egtved

- Mädchenschneider von Augsburg (1799–1885), Serienstraftäter

### Madd
- Maddah, AJ, australischer Konzert- und Festivalorganisator
- Maddalena († 1373), Dogaressa von Venedig (1339–1342)
- Maddalena, Max (1895–1943), deutscher Politiker (SPD, USPD, KPD), MdR
- Maddalena, Paolo (* 1936), italienischer Verfassungsrichter
- Maddalena, Sagen (* 1993), US-amerikanische Sportschützin
- Maddalena, Umberto (1894–1931), italienischer Pilot
- Maddaloni, Giuseppe (* 1976), italienischer Judoka
- Maddaloni, Pierre (* 1941), französischer Ruderer
- Maddaloni, Rosario (* 1988), italienischer Badmintonspieler
- Madden, Beezie (* 1963), US-amerikanische Springreiterin
- Madden, Benji (* 1979), US-amerikanischer Rockmusiker
- Madden, Bobby (* 1978), schottischer Fußballschiedsrichter
- Madden, Charles, 1. Baronet (1862–1935), britischer Admiral of the Fleet und Erster Seelord
- Madden, Dave (1924–2006), US-amerikanischer Jazzmusiker (Saxophon)
- Madden, David (1880–1955), irischer Politiker
- Madden, Deirdre (* 1960), irische Schriftstellerin
- Madden, Denis James (* 1940), US-amerikanischer Geistlicher und emeritierter römisch-katholischer Weihbischof in Baltimore
- Madden, Francis J. († 2016), US-amerikanischer Ingenieur
- Madden, Frederic (1801–1873), britischer Bibliothekar und Paläograph
- Madden, Frederic William (1839–1904), britischer Numismatiker, Bibliothekar und Paläograph
- Madden, Joel (* 1979), US-amerikanischer Rockmusiker
- Madden, John (1936–2021), US-amerikanischer American-Football-Spieler, -Trainer und -Kommentator
- Madden, John (* 1949), britischer Filmregisseur
- Madden, John (* 1973), kanadischer Eishockeyspieler und -trainer
- Madden, John Jocelyn (1934–1987), burmesischer römisch-katholischer Ordensgeistlicher, Apostolischer Präfekt von Lashio
- Madden, Johnny (1865–1948), schottischer Fußballspieler und -trainer
- Madden, Madeleine (* 1997), australische Schauspielerin
- Madden, Martin B. (1855–1928), US-amerikanischer Politiker und Unternehmer
- Madden, Matt (* 1968), US-amerikanischer Comiczeichner
- Madden, Nils, US-amerikanischer Basketballspieler
- Madden, Owney (1891–1965), US-amerikanischer Gangster
- Madden, Paddy (* 1990), irischer Fußballspieler
- Madden, Paige (* 1998), US-amerikanische Schwimmerin
- Madden, Ray J. (1892–1987), US-amerikanischer Politiker
- Madden, Richard (* 1986), schottischer SchauspielerRichard Madden (* 1986)

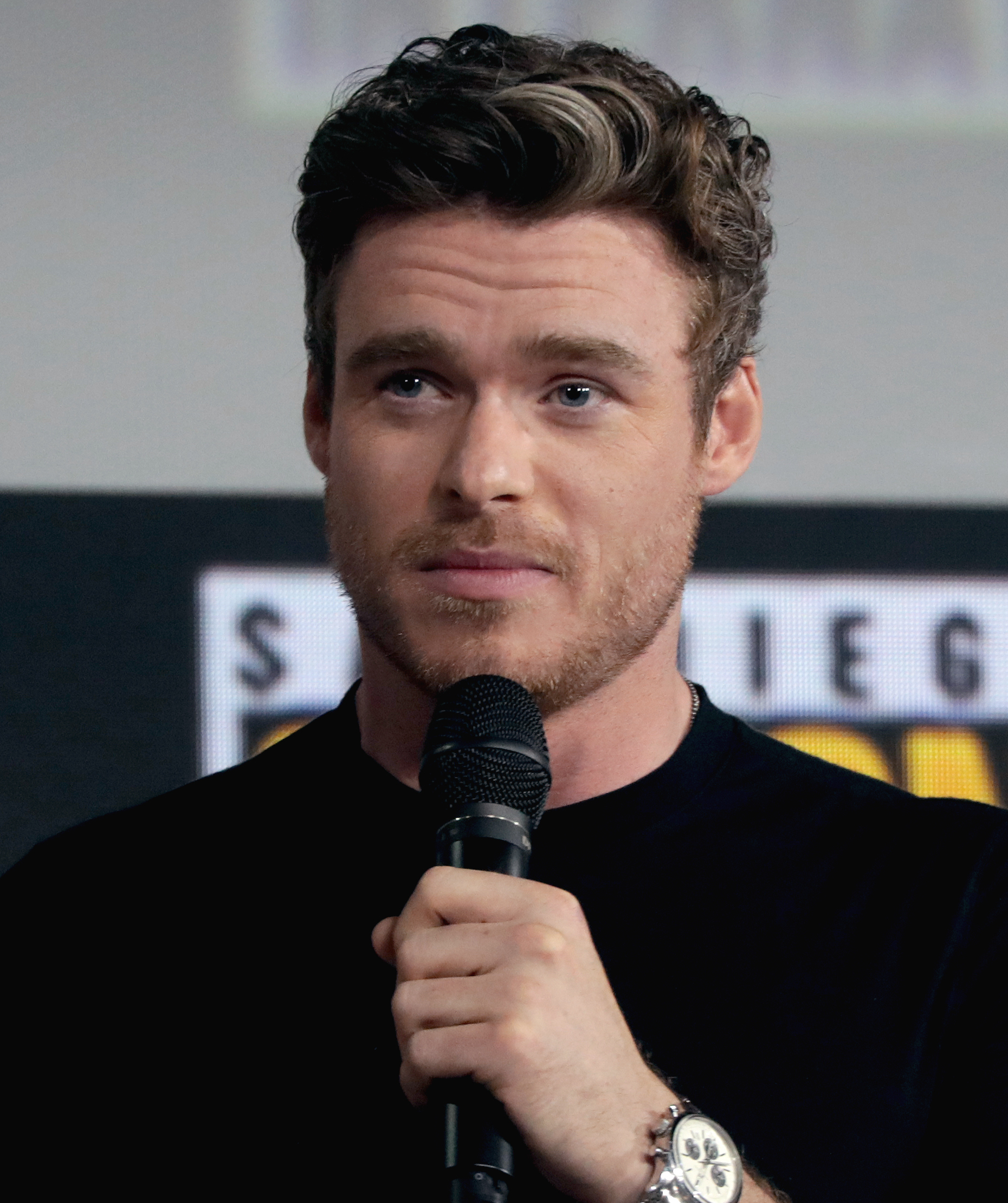
Richard Madden (* 1986)

- Madden, Richard Robert (1798–1886), irischer Schriftsteller
- Madden, Samuel (1686–1765), irischer Autor
- Madden, Thomas F. (* 1960), US-amerikanischer Mittelalterhistoriker
- Maddersteg, Michiel (1662–1709), niederländischer Maler
- Maddieson, Ian (1942–2025), amerikanischer Linguist
- Maddin, Guy (* 1956), kanadischer Filmregisseur
- Maddison, Angus (1926–2010), britischer Volkswirtschaftler und Hochschullehrer
- Maddison, Francis (1927–2006), britischer Wissenschaftshistoriker
- Maddison, Isabel (1869–1950), britisch-amerikanische Mathematikerin
- Maddison, James (* 1996), englischer FußballspielerJames Maddison (* 1996)

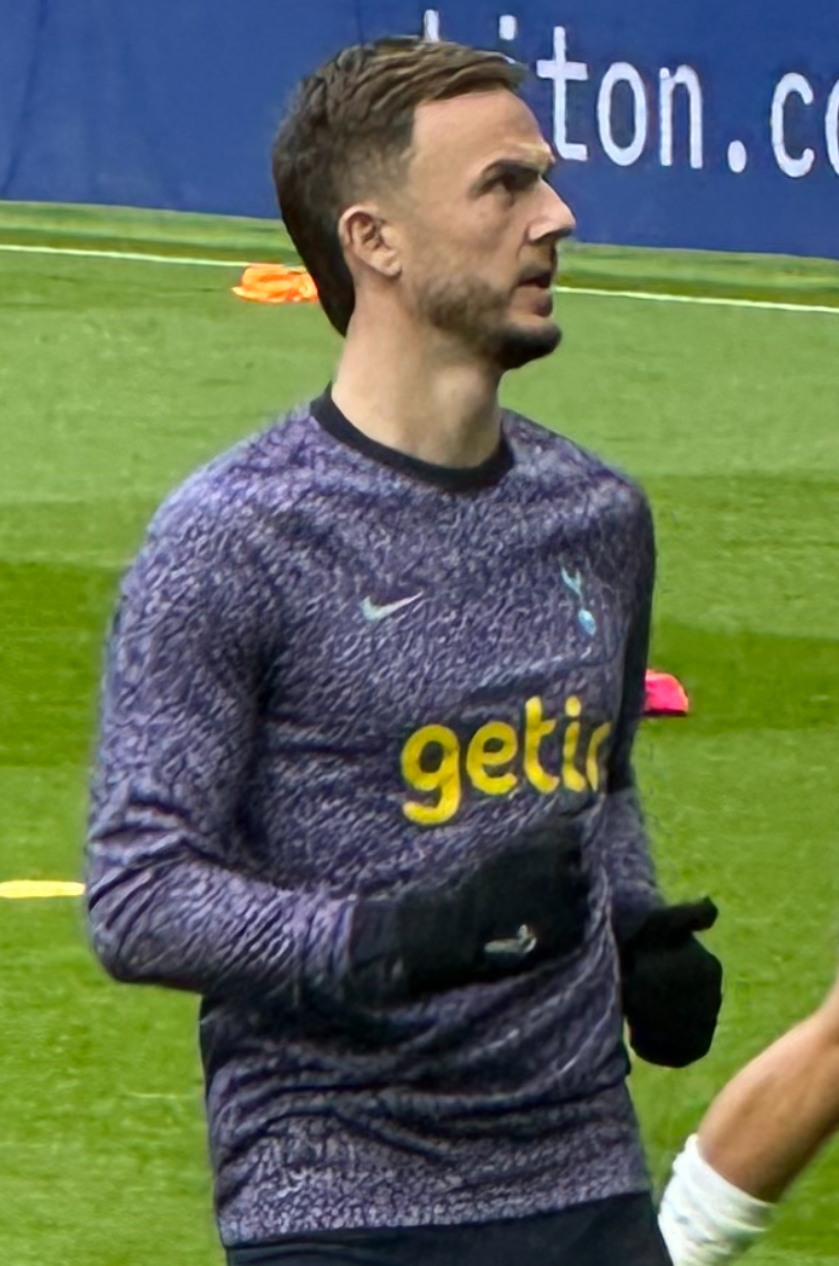
James Maddison (* 1996)

- Maddison, Neil (* 1969), englischer Fußballspieler und -trainer
- Maddison, Ottomar (1879–1959), russisch-estnisch-sowjetischer Brückenbau-Ingenieur und Hochschullehrer
- Maddison, Sarah, australische Politikwissenschaftlerin
- Maddison, William (1882–1924), britischer Segler
- Maddix (* 1990), holländischer DJ und Musikproduzent
- Máddji (* 1983), norwegisch-samische Sängerin
- Maddock, Diana, Baroness Maddock (1947–2020), britische liberaldemokratische Politikerin, Mitglied des House of Commons
- Maddock, Larry (1931–2009), amerikanischer Science-Fiction-Autor
- Maddock, Walter (1880–1951), US-amerikanischer Politiker
- Maddocks, Kenneth (1907–2001), britischer Kolonialgouverneur
- Maddocks, Sean (* 2002), englischer Snookerspieler
- Maddouri, Kamel (* 1974), tunesischer Politiker und Premierminister
- Maddow, Ben (1909–1992), US-amerikanischer Drehbuchautor
- Maddow, Rachel (* 1973), US-amerikanische Radio- und Fernsehmoderatorin und -kommentatorinRachel Maddow (* 1973)

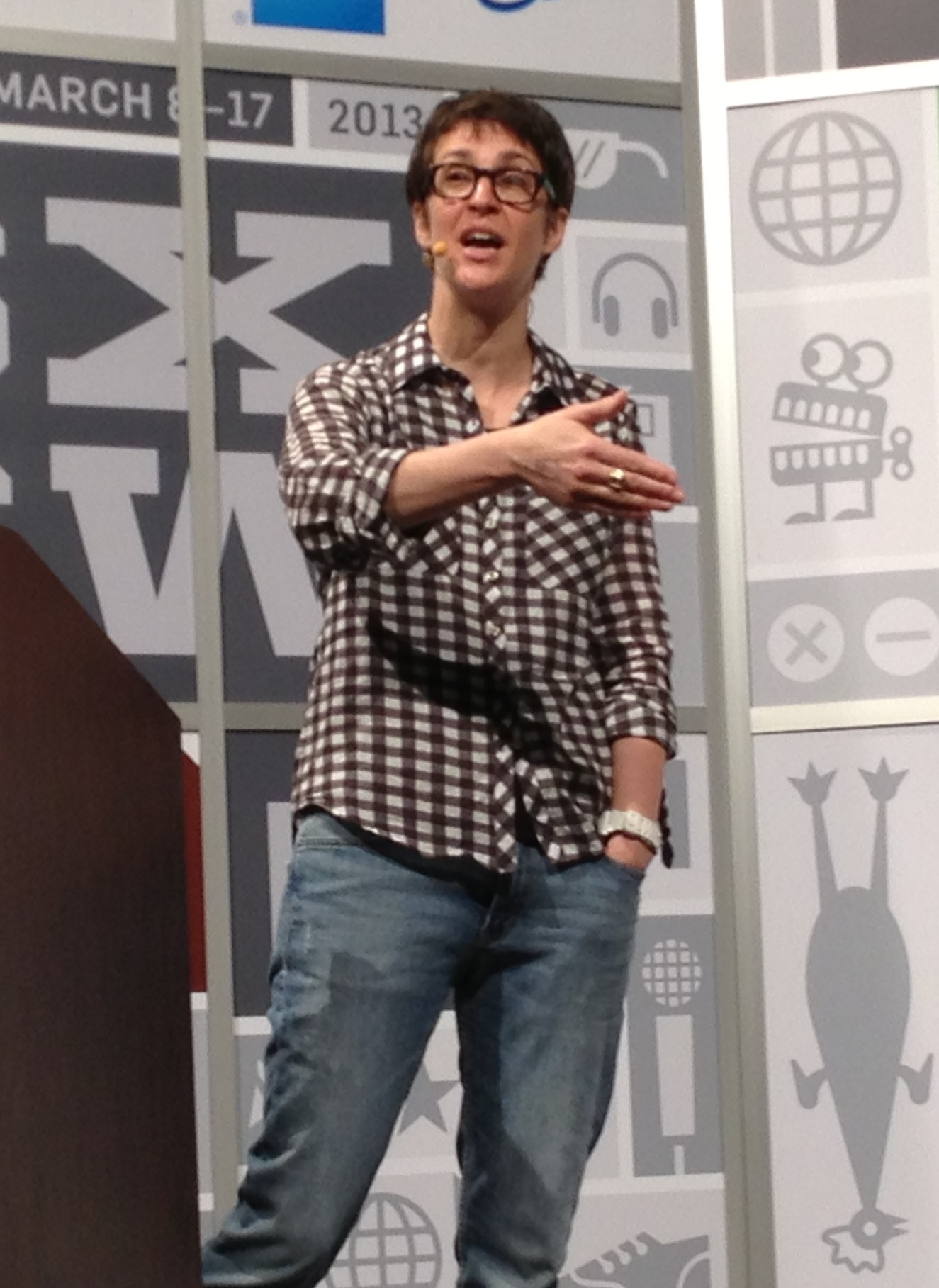
Rachel Maddow (* 1973)

- Maddox, Bill (1953–2010), US-amerikanischer Jazzrockmusiker
- Maddox, David M. (* 1938), US-amerikanischer General
- Maddox, Halley G. (1899–1977), US-amerikanischer Offizier, Generalmajor der US Army
- Maddox, John (1925–2009), britischer Chemiker und Wissenschaftsjournalist
- Maddox, John W. (1848–1922), US-amerikanischer Politiker
- Maddox, Johnny (1927–2018), amerikanischer Ragtime-Pianist
- Maddox, Laura (* 1990), britische Sprinterin
- Maddox, Lester (1915–2003), US-amerikanischer Politiker
- Maddox, Michael (1747–1822), englischer Unternehmer und Theaterdirektor
- Maddox, Richard Leach (1816–1902), englischer Arzt, Amateurfotograf und Fotopionier
- Maddox, Rose (1925–1998), US-amerikanische Countrysängerin
- Maddox, Tre (* 1967), US-amerikanischer Basketballschiedsrichter
- Maddrell, Ned (1877–1974), britischer Fischer und letzter Muttersprachler des Manx
- Maddren, James (* 1987), britischer Jazz-Schlagzeuger
- Madduwatta, westkleinasiatischer Fürst zur Zeit des Hethiterreiches
- Maddux, Greg (* 1966), US-amerikanischer Baseballspieler
- Maddux, Jared (1912–1971), US-amerikanischer Politiker
- Maddux, Masha Dashkina (* 1986), ukrainische Tänzerin und Tanzpädagogin
- Maddux, Sam Jr. (1915–1990), US-amerikanischer Offizier, Generalleutnant der US Air Force
- Maddy, Eros (* 2001), niederländisch-surinamischer Fußballspieler
- Maddy, Penelope (* 1950), US-amerikanische Logikerin und Wissenschaftsphilosophin

### Made
- Made Katib (1942–2013), anglikanischer Bischof in Malaysia
- Made Rita Kusuma Dewi, Desak (* 2001), indonesische Sportkletterin
- Mäde, Alfred (1910–1988), deutscher Agrarmeteorologe
- Mäde, Dieter (1939–2015), deutscher Politiker (SPD), MdL
- Mäde, Hans Dieter (1930–2009), deutscher Theaterregisseur, Dramaturg, Intendant und Generaldirektor der DEFA (1976–1989)
- Mäde, Heinz (1916–2004), deutscher Maler
- Mäde, Michael (1962–2023), deutscher Dramaturg und Schriftsteller
- Made, Peter (1775–1853), deutscher Zentschultheiß, Politiker und Abgeordneter
- Madea, Burkhard (* 1957), deutscher Rechtsmediziner und Hochschullehrer
- Madea, Stephanie (* 1977), deutsche Schriftstellerin
- Madec, Goulven (1930–2008), französischer römisch-katholischer Theologe
- Madec, Joseph (1923–2013), französischer Geistlicher, römisch-katholischer Bischof von Fréjus-Toulon
- Madec, Serge, französischer Regatta- und Rekordsegler
- Madecki, Juliusz (* 1979), österreichischer Ruderer
- Madega Lebouankehan, Mathieu (* 1960), gabunischer Geistlicher und römisch-katholischer Bischof von Mouila
- Madeín, Hans (* 1857), Südtiroler Architekt und Baumeister
- Madeira, Dário (* 1978), osttimoresischer Politiker
- Madeira, Jean (1918–1972), US-amerikanische Opernsängerin (Alt)
- Madeira, Jonah (* 2000), osttimoresischer Fußballspieler
- Madeira, Kiana (* 1992), kanadische Schauspielerin
- Madeira, Maria (* 1966), australisch-osttimoresische Malerin
- Madeisky, Uschi (* 1950), deutsche Filmproduzentin
- Madej, Andrzej (* 1951), polnischer Geistlicher, Superior der Mission sui juris Turkmenistan
- Madeja, Alfons (* 1949), deutscher Ökonom und Hochschullehrer an der Hochschule Heilbronn
- Madeja, Günter (1939–2025), deutscher Fußballspieler (DDR)
- Madeja, Kurt (1924–2002), deutscher Chemiker und Hochschullehrer
- Madeja, Michael (* 1962), deutscher Neurowissenschaftler, Professor an der Universität Frankfurt und Geschäftsführer der Gemeinnützigen Hertie-Stiftung
- Madeja, Uwe (* 1959), deutscher Kanute
- Madejsker, Sonia (1914–1944), polnische Kommunistin und jüdische Partisanin im Zweiten Weltkrieg
- Madejski, Herbert (1945–2025), österreichischer Politiker (FPÖ), Landtagsabgeordneter, Mitglied des Bundesrates
- Madekwe, Archie (* 1995), britischer Schauspieler
- Madekwe, Ashley (* 1981), britische Schauspielerin
- Mädel, Bjarne (* 1968), deutscher Schauspieler, Hörspielsprecher und RegisseurBjarne Mädel (* 1968)

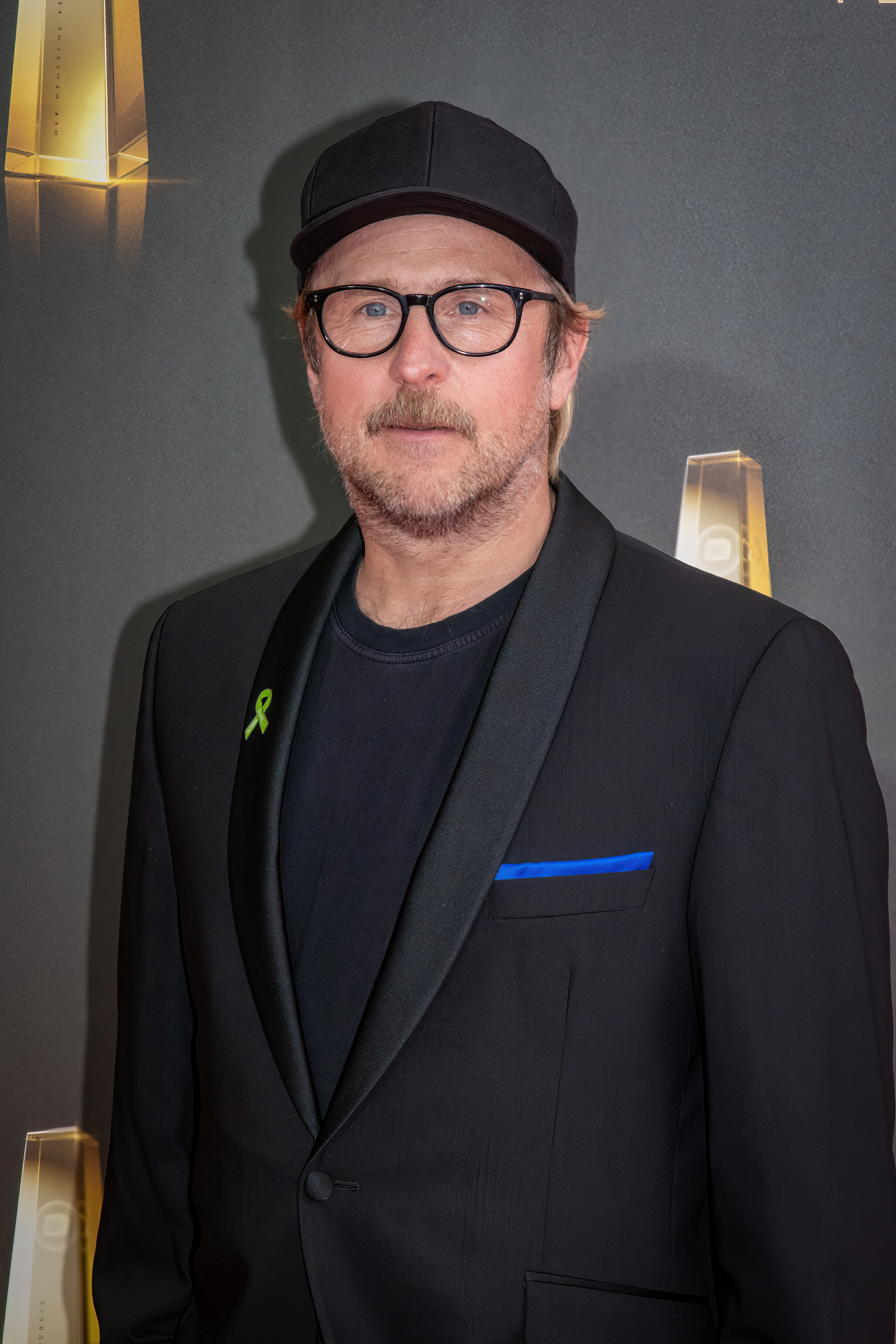
Bjarne Mädel (* 1968)

- Mädel, Ivonne (* 1982), deutsche Aktivistin der Freien Kameradschaftsszene
- Madel, Johannes (1887–1939), deutscher Geologe und Professor für Bergbau an der Bergakademie Freiberg
- Madel, Uwe (* 1965), deutscher Autor, Fernsehmoderator und -redakteur
- Madela, Andrzej (* 1958), deutscher Historiker und Publizist
- Madelaine, Hippolyte (1871–1966), französischer Maler
- Madelberta, Äbtissin des Klosters Maubeuge und Heilige der Katholischen Kirche
- Madeleine de France (1443–1495), französische Prinzessin und Regentin des Königreichs Navarra während der Minderjährigkeit ihrer Kinder, Franz Phoebus und Katharina
- Madeleine von Frankreich (1520–1537), Königin von Schottland
- Madeleine von Schweden (* 1982), schwedische Prinzessin, Herzogin von Hälsingland und Gästrikland
- Madeleine, Magda (1892–1973), deutsche Theater- und Stummfilmschauspielerin
- Madeleine, Sarah (* 1998), französische Leichtathletin
- Madeley, Anna (* 1977), britische Schauspielerin
- Madeley, Paul (1944–2018), englischer Fußballspieler
- Madelin, Alain (* 1946), französischer Politiker (DL, UMP), Mitglied der Nationalversammlung, MDEP
- Madelin, Henri (1936–2020), französischer Jesuit, Moraltheologe, Sozialethiker und Autor
- Madelin, Louis (1871–1956), französischer Schriftsteller und Historiker
- Madelin, Robert (* 1957), britischer EU-Beamter
- Madelka, Szymon Bar Jona, Komponist der Renaissance
- Madelung, Aage (1872–1949), dänischer Schriftsteller
- Madelung, Erwin (1881–1972), deutscher Physiker
- Madelung, Eva (* 1931), deutsche Lehrtherapeutin für Systemaufstellungen (DGfS)
- Madelung, Georg (1889–1972), deutscher Flugzeugtechniker und Bombenspezialist im Dritten Reich
- Madelung, Gero (1928–2018), deutscher Flugzeugbauer, Manager und Hochschullehrer
- Madelung, Otfried (1922–2017), deutscher Physiker
- Madelung, Otto Wilhelm (1846–1926), deutscher Chirurg und Hochschullehrer in Bonn, Rostock und Straßburg
- Madelung, Walter (1879–1963), deutscher Chemiker
- Madelung, Wilferd (1930–2023), deutscher Islamwissenschaftler
- Madelung, Wilhelm (1774–1855), deutscher Bankier und Unternehmer
- Mademann, Richard (* 1968), deutscher Fußballspieler
- Mademann, Wilhelm (1878–1956), deutscher Politiker (SPD)
- Mademann-Meise, Doris (* 1958), deutsche Künstlerin
- Maden, Mikail (* 2002), norwegischer Fußballspieler
- Maden, Yannick (* 1989), deutscher TennisspielerYannick Maden (* 1989)

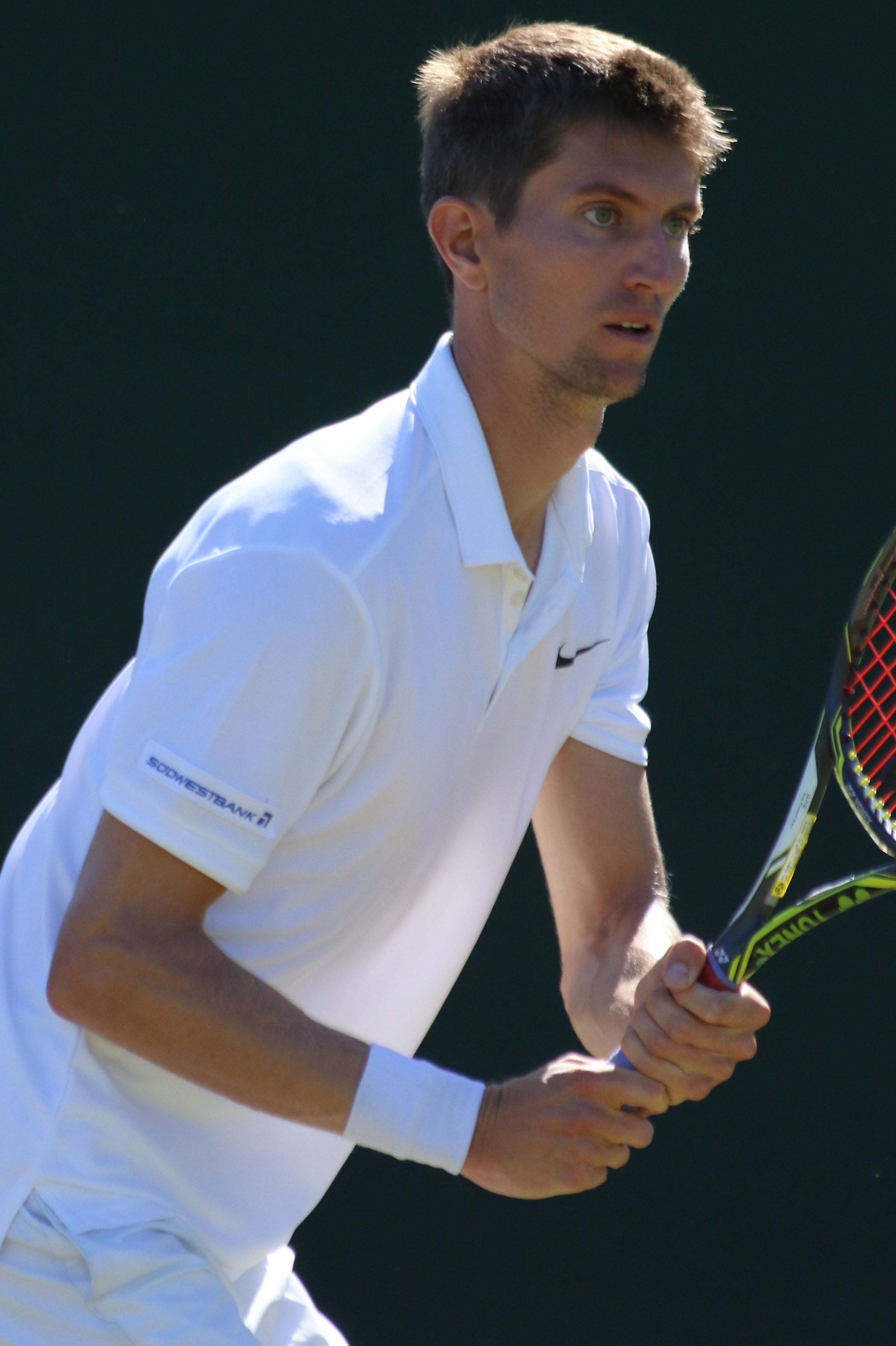
Yannick Maden (* 1989)

- Madeo, Ivan (* 1976), italienischer Drehbuchautor und Filmproduzent
- Madeo, Luca (* 2003), deutscher Leichtathlet
- Madeon (* 1994), französischer DJ und Musikproduzent
- Mader, Alois (* 1935), deutscher Sportmediziner und Hochschullehrer
- Mader, Andreas Evaristus (1881–1949), deutscher Theologe, Orientalist und Christlicher Archäologe
- Mader, Anton (1877–1953), österreichischer Komponist und Militärkapellmeister
- Mader, Anton (1913–1984), österreichischer Offizier
- Mader, Babet (* 1982), deutsche Autorin von Romanen, Dialogen, Erzählungen und Gedichten
- Mader, Bernhard (1890–1980), deutscher Geistlicher
- Mäder, Brenda (* 1986), Schweizer Politikerin
- Mäder, Carlos (* 1978), ghanaisch-schweizerischer Skirennläufer
- Mäder, Charlotte (* 1905), deutsche Leichtathletin
- Mader, Christian (* 1979), österreichischer Politiker (ÖVP), Landtagsabgeordneter
- Mäder, Christoph (* 1959), Schweizer Rechtsanwalt
- Mader, Dietger (1939–2025), österreichischer Politiker (FPÖ), Landtagsabgeordneter
- Mader, Dominik (* 1989), deutscher Fußballspieler
- Mader, Doris (* 1976), österreichische Tischtennisspielerin im Behindertensport
- Mäder, Elmar (* 1963), Kommandant der päpstlichen SchweizergardeElmar Mäder (* 1963)

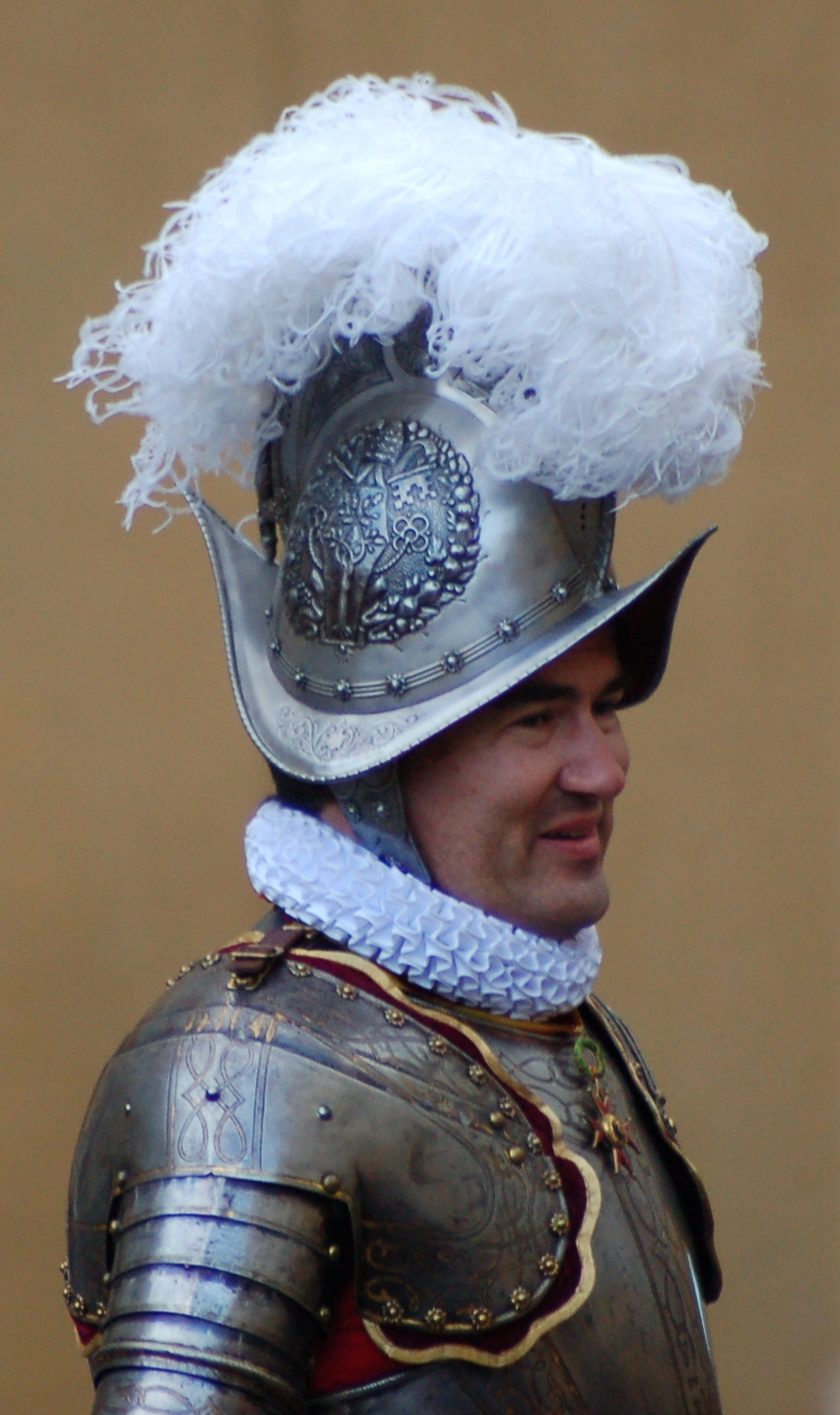
Elmar Mäder (* 1963)

- Mäder, Emil (1875–1936), Schweizer Politiker (KVP)
- Mäder, Erich (1897–1934), deutscher Politiker (SPD), MdL
- Mader, Ernst (* 1968), österreichischer Fußballspieler
- Mader, Felix (1867–1941), deutscher römisch-katholischer Geistlicher, Kunsthistoriker und Denkmalpfleger
- Mader, Florian (* 1982), österreichischer Fußballspieler
- Mader, Franz (1912–1988), deutscher Offizier und Politiker (FDP, CDU), MdL
- Mader, Franz (1931–2006), deutscher Heimatforscher
- Mader, Friedrich Wilhelm (1866–1945), deutscher Schriftsteller
- Mader, Fritz (1900–1998), deutscher Künstler, Kunsterzieher und politischer Funktionär (NSDAP)
- Mader, Georg (1824–1881), österreichischer Maler
- Mader, Gerald (1926–2019), österreichischer Politiker (SPÖ), Landtagsabgeordneter
- Mader, Gert (* 1939), deutscher Bauforscher und Denkmalpfleger
- Mäder, Gino (1997–2023), Schweizer RadrennfahrerGino Mäder (1997–2023)

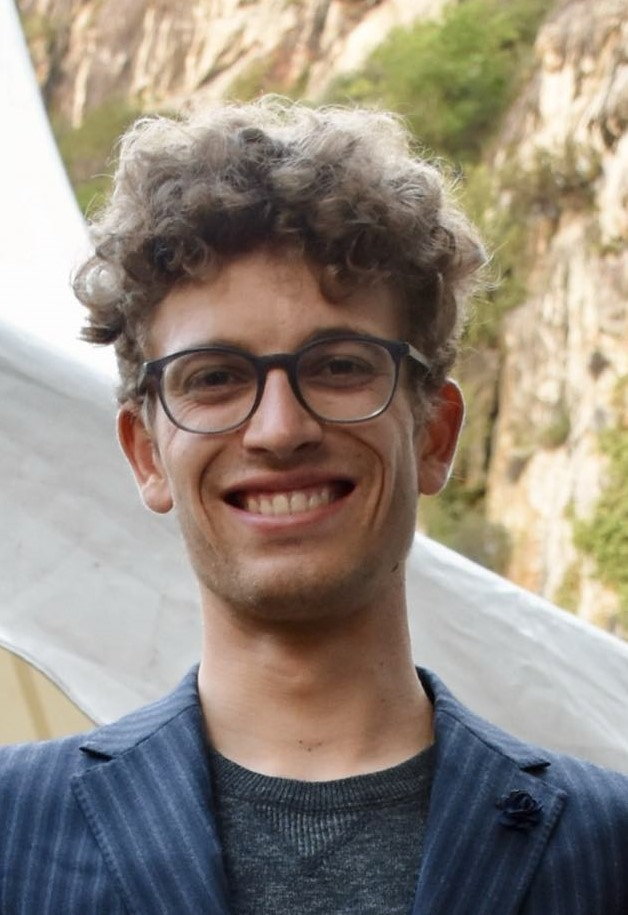
Gino Mäder (1997–2023)

- Mäder, Günter (1938–2018), deutscher Fußballspieler
- Mader, Günther (* 1964), österreichischer Skirennläufer
- Mäder, Hans (* 1958), Schweizer Politiker (Die Mitte)
- Mader, Hans-Jürgen (* 1974), österreichischer Basketballspieler
- Mader, Heidrun E. (* 1977), deutsche evangelische Theologin
- Mader, Hein (1925–2011), österreichisch-niederländischer Bildhauer
- Mäder, Hellmuth (1908–1984), deutscher General der Wehrmacht und der Bundeswehr
- Mader, Helmut (* 1941), österreichischer Politiker (ÖVP), Mitglied des Bundesrates
- Mader, Heribert (1937–2022), österreichischer Maler, Grafiker und Kunstpädagoge
- Mäder, Horst (* 1939), österreichischer Offizier, Jurist und Publizist
- Mader, Ignaz (1866–1953), österreichischer Heimatforscher
- Mader, Jakob (* 2002), österreichischer Schauspieler
- Mäder, Janik (* 1996), deutscher Fußballspieler
- Mader, Joachim Johann (1626–1680), deutscher Pädagoge und Historiker
- Mäder, Joana (* 1991), Schweizer BeachvolleyballspielerinJoana Mäder (* 1991)

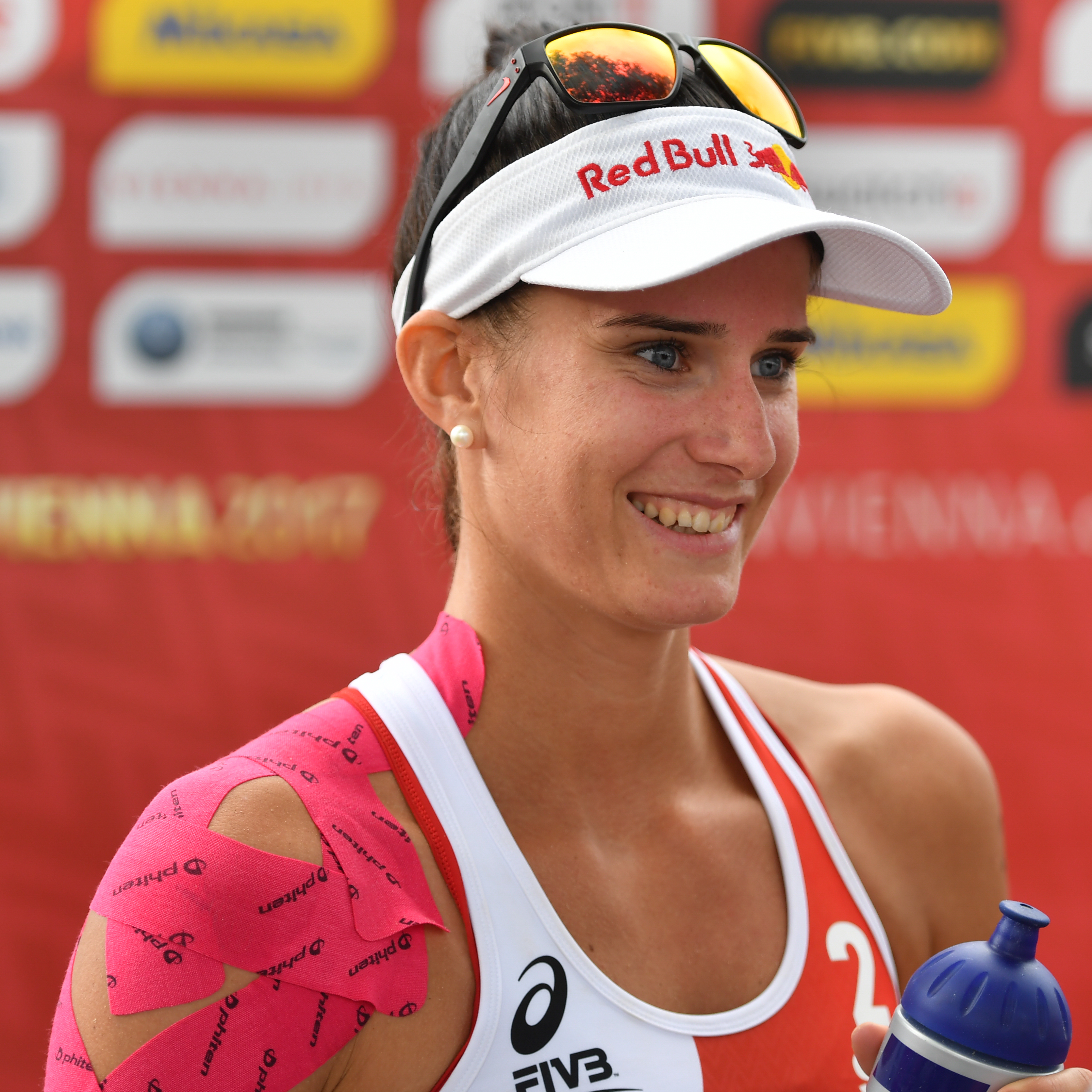
Joana Mäder (* 1991)

- Mader, Johann (1926–2009), österreichischer Philosoph
- Mader, Johannes, deutscher Mathematiker und Humanist
- Mäder, Jörg (* 1975), Schweizer Politiker (GLP)
- Mader, Josef von (1754–1815), österreichischer Juraprofessor und Numismatiker
- Mader, Joseph (1905–1982), deutscher Maler und Grafiker
- Mader, Julius (1928–2000), deutscher Jurist, Politologe, Journalist und Schriftsteller
- Mäder, Jürgen (* 1940), deutscher Forstwirt und Politiker (SED, Grüne), MdVK
- Mader, Karl (1890–1963), deutscher Politiker (SPD)
- Mäder, Kurt Heinrich (1896–1980), deutscher Maler und Grafiker
- Mader, Leonhard (* 1954), deutscher Theaterschauspieler
- Mader, Logan (* 1970), kanadischer Gitarrist und Musikproduzent
- Mader, Ludwig (1883–1956), deutscher Klassischer Philologe und Gymnasiallehrer
- Mäder, Lutz (* 1951), deutscher Jockey im Galopprennsport
- Mäder, Manfred (1948–1986), deutsches Todesopfer der Berliner Mauer
- Mader, Manuela (* 1990), deutsche Schachspielerin
- Mäder, Marie-Therese (* 1968), Schweizer Medien-, Religions- und Kulturwissenschaftlerin
- Mader, Markus (* 1968), österreichischer Fußballspieler und Trainer
- Mäder, Markus (* 1971), Schweizer Berufsoffizier (Brigadier) und Staatssekretär
- Mader, Michael (* 1974), österreichischer Dirigent
- Mader, Nadja (* 1971), österreichische Fernseh- und RadiomoderatorinNadja Mader (* 1971)

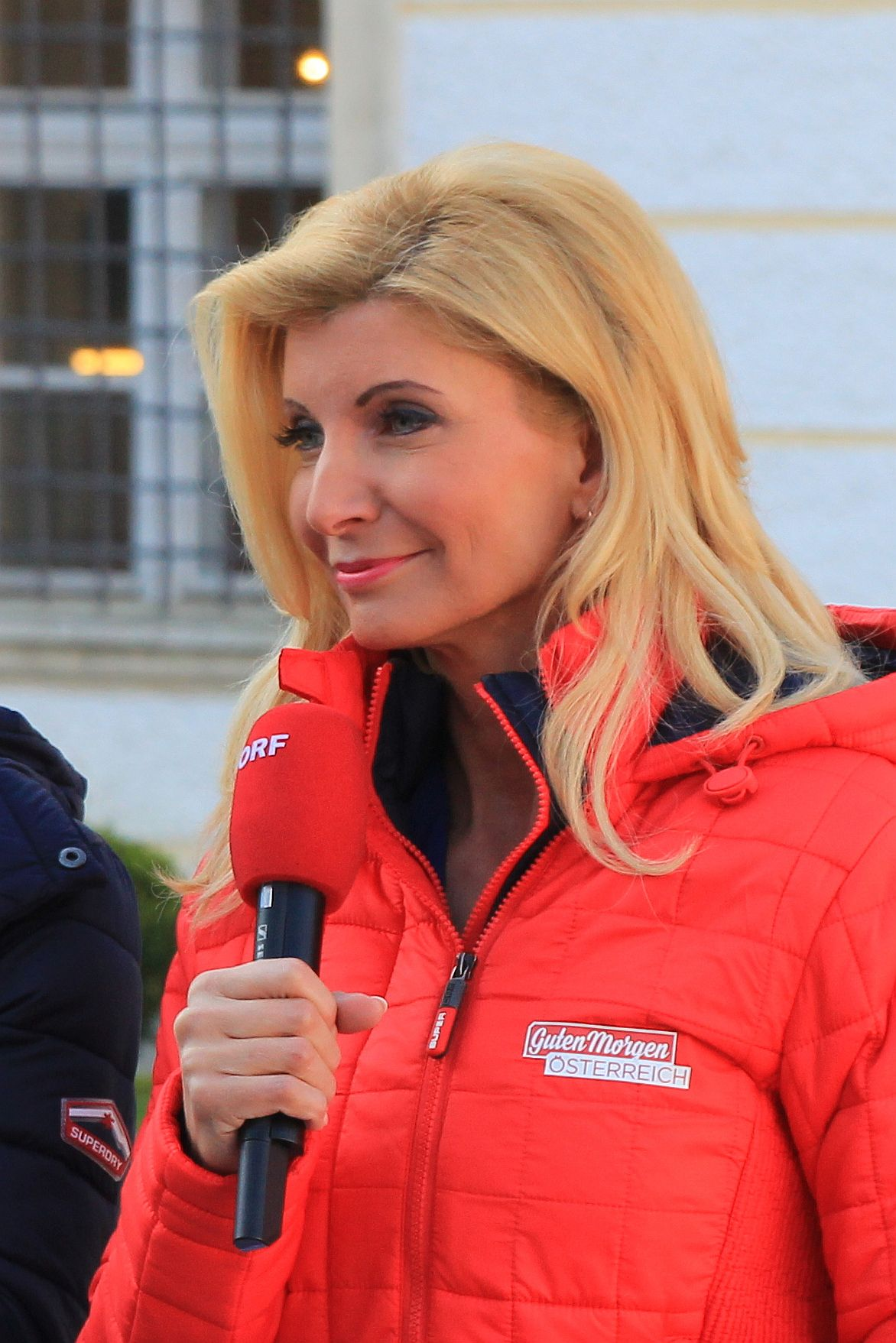
Nadja Mader (* 1971)

- Mäder, Otmar (1921–2003), Schweizer Geistlicher, Bischof von St. Gallen
- Mader, Otto (1880–1944), deutscher Ingenieur, Hochschullehrer und Wehrwirtschaftsführer
- Mader, Philipp Friedrich (1832–1917), deutscher Theologe und Geistlicher
- Mader, Rebecca (* 1977), britische Schauspielerin
- Mader, Robert (1847–1936), Schweizer Hotelier und Mäzän
- Mäder, Robert (1875–1945), schweizerischer römisch-katholischer Theologe, Pfarrer, Kanzelredner und Publizist
- Mader, Roland (1944–2018), deutsch-österreichischer Volleyballfunktionär und Unternehmer
- Mäder, Rudolf (1903–1977), Schweizer Politiker
- Mader, Ruth (* 1974), österreichische Filmregisseurin, Autorin und Produzentin
- Mäder, Sabine (* 1987), deutsche Bühnen- und Kostümbildnerin
- Mäder, Stefan (* 1963), Schweizer Manager
- Mader, Susanne Kathlen (* 1964), deutsche Malerin
- Mäder, Thorsten (* 1969), deutscher Organist, Dirigent und Hochschullehrer
- Máder, Tomáš (* 1974), tschechischer Kanute
- Mäder, Ueli (* 1951), Schweizer Soziologe und Politiker
- Mäder, Walter (1898–1987), Schweizer Unternehmer
- Mäder, Werner (* 1943), deutscher Jurist
- Mader, Wilhelm († 1450), deutscher Geistlicher und Prämonstratenser
- Mader, Wilhelm (1914–1983), deutscher Politiker (SPD), MdL
- Mader, Willi (1898–1982), deutscher Schriftsteller und Kommunalpolitiker (SPD)
- Mäder, Wolfgang (* 1938), deutscher Funktionär (CDU der DDR)
- Mader, Wolfgang (* 1949), deutscher Musiker
- Mader, Wolfgang (* 1965), österreichischer Extremsportler
- Mäder-Gutz, Ellen (* 1954), deutsche Bildhauerin und Grafikerin
- Madera Uribe, José de Jesús (1927–2017), US-amerikanischer Geistlicher, römisch-katholischer Bischof
- Madera, Antonio, kubanischer Radrennfahrer
- Madera, Hemky (* 1977), US-amerikanischer Schauspieler dominikanischer AbstammungHemky Madera (* 1977)

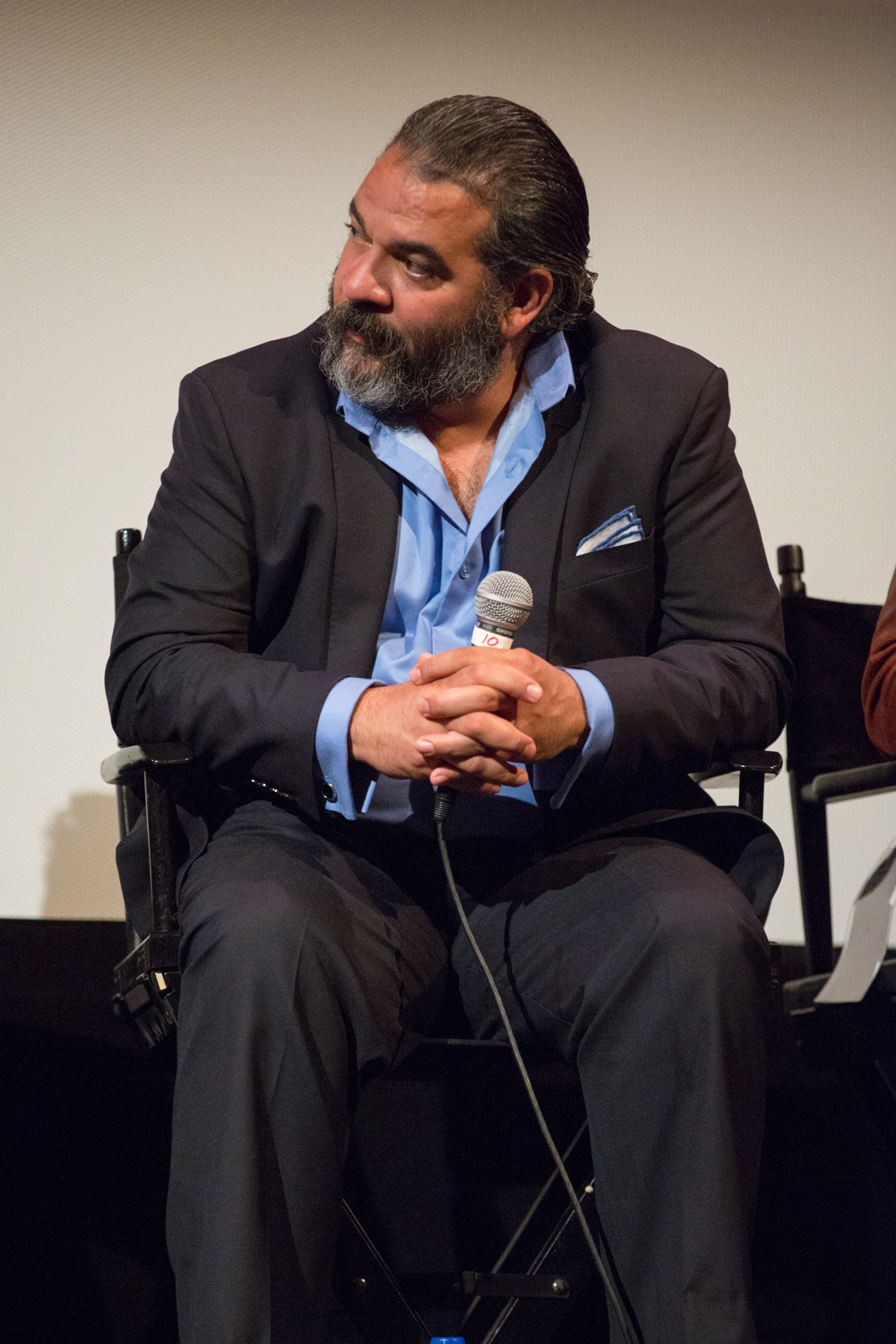
Hemky Madera (* 1977)

- Madera, Jose (1911–2001), US-amerikanischer Jazzmusiker (Saxophon, Arrangement)
- Madera, Lupe (1952–2005), mexikanischer Boxer im Halbfliegengewicht
- Madera, Malcolm, Schauspieler
- Maděra, Petr (* 1970), tschechischer Autor
- Maderer, Andreas (1891–1959), deutscher Politiker (CSU), MdL Bayern und Bürgermeister
- Maderer, Stefan (* 1996), deutscher Fußballspieler
- Maderholz, Georg (* 1881), deutscher Politiker (SPD), MdL
- Maderna, Bruno (1920–1973), italienischer Komponist und Dirigent
- Maderna, Caterina (1955–2024), deutsche Klassische Archäologin
- Maderna, Giovanni Davide (* 1973), italienischer Filmregisseur
- Maderna, Marianne (* 1944), österreichische Künstlerin
- Maderna, Osmar (1918–1951), argentinischer Tangopianist, Bandleader, Komponist und Arrangeur
- Maderner, Alexander (* 1997), österreichischer Ruderer
- Maderner, Daniel (* 1995), österreichischer FußballspielerDaniel Maderner (* 1995)

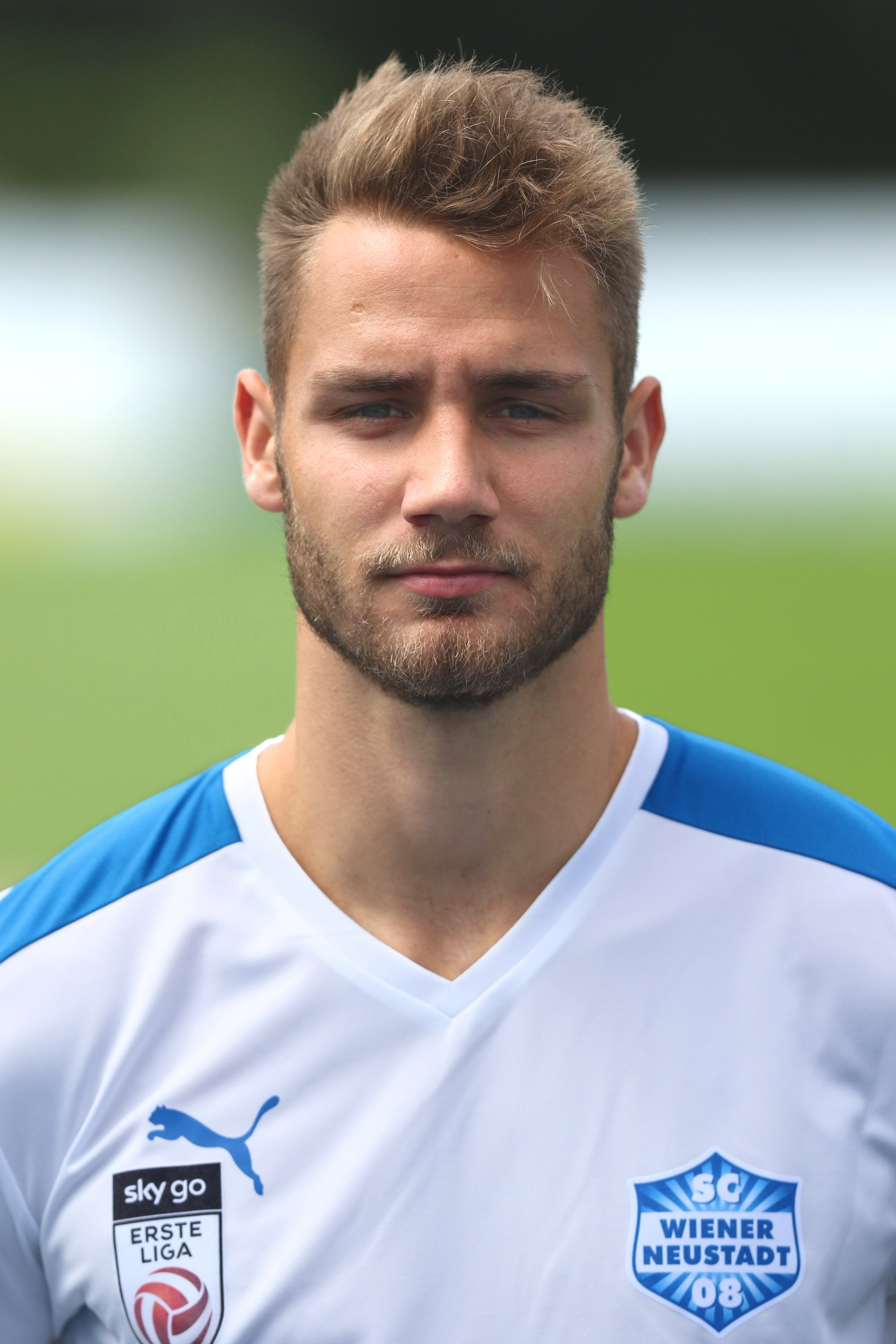
Daniel Maderner (* 1995)

- Maderner, Josef (1915–1984), österreichischer Politiker (SPÖ), Abgeordneter zum Nationalrat
- Maderni, Alessandro (1735–1817), Schweizer Richter, Politiker, Tessiner Grossrat und Staatsrat
- Maderni, Diego Girolamo († 1761), Schweizer Ordensgeistlicher, Kapuziner
- Maderno, Alfred (1886–1960), österreichisch-deutscher Schriftsteller und Journalist
- Maderno, Carlo (1556–1629), Schweizer Baumeister und Architekt in Rom
- Maderno, Giovanni Battista (1652–1728), tschechisch-österreichischer Hof-Ingenieur und Architekt
- Maderno, Pietro Maino († 1653), schweizerisch-österreichischer fürst-liechtensteinscher und kaiserlicher Hofbildhauer der Renaissance, Richteramt in Kaisersteinbruch
- Maderno, Stefano (1575–1636), italienischer Bildhauer
- Madero González, Julio (1886–1946), mexikanischer Botschafter
- Madero Vázquez, Ernesto (1913–1996), mexikanischer Journalist und Botschafter
- Madero, Adalberto (* 1969), mexikanischer Politiker und Rechtsanwalt
- Madero, Alberto (1923–2011), argentinischer Ruderer
- Madero, Demetrio (* 1960), mexikanischer Fußballspieler
- Madero, Francisco (1873–1913), mexikanischer Revolutionär, Staatsmann und StaatspräsidentFrancisco Madero (1873–1913)

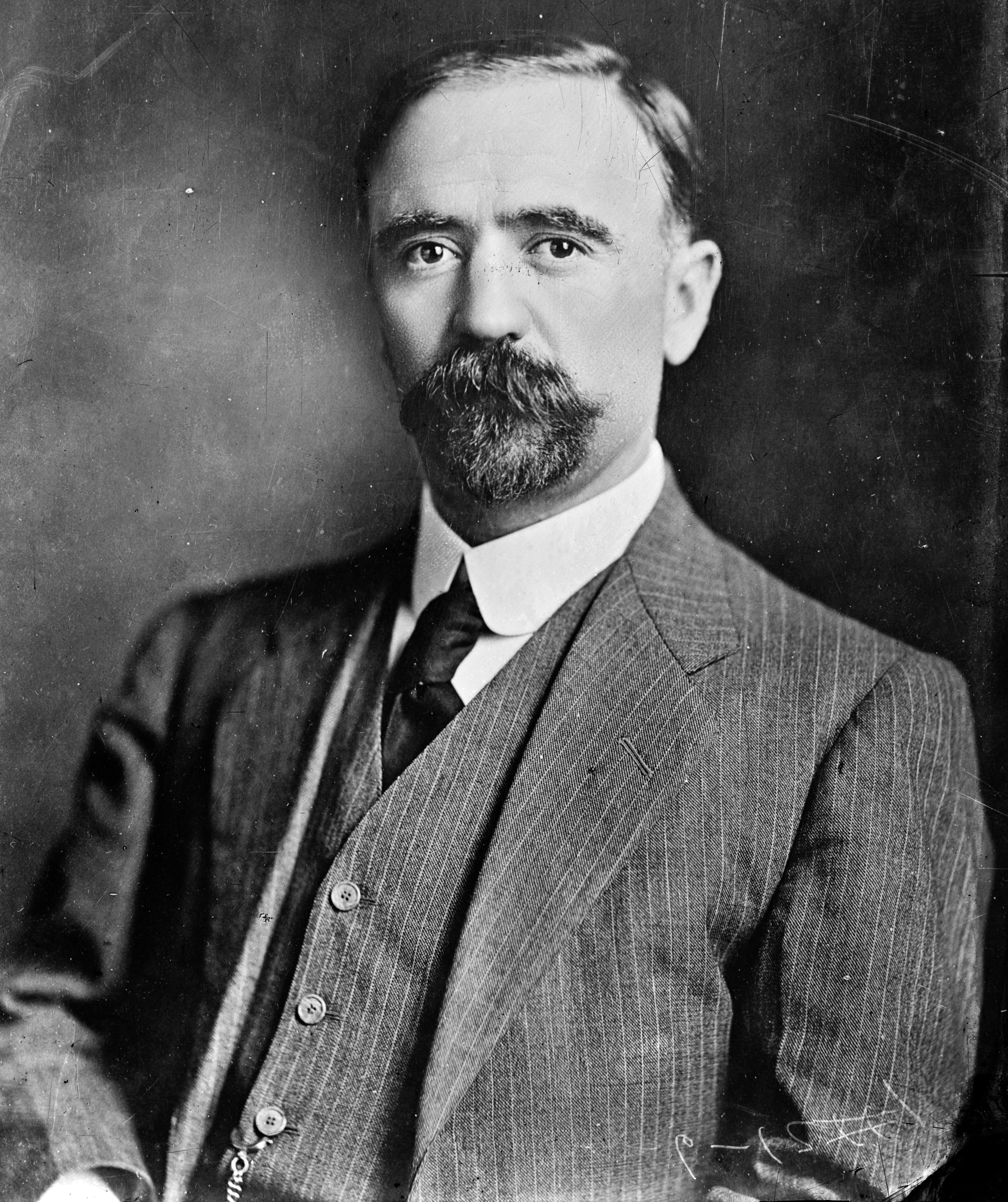
Francisco Madero (1873–1913)

- Madero, Miguel (* 1896), argentinischer Ruderer
- Madero, Raúl (1939–2021), argentinischer Fußballspieler und Mediziner
- Madersbacher, Bonifaz (1919–2007), österreichischer Ordensgeistlicher, Missionsbischof
- Maderspach, Károly (1791–1849), österreichischer Hütteningenieur
- Maderspach, Livius (1840–1921), ungarndeutscher Bergbauingenieur
- Madersperger, Josef (1768–1850), österreichischer Schneidermeister und einer der Erfinder der Nähmaschine
- Madert, Konstantin (* 1988), deutscher Handballtorwart
- Maderthaner, Franziska (* 1962), österreichische Malerin
- Maderthaner, Leopold (1935–2007), österreichischer Politiker (ÖVP), Abgeordneter zum Nationalrat, Mitglied des Bundesrates
- Maderthaner, Michael (1925–1981), österreichischer Politiker (SPÖ), Abgeordneter zum Nationalrat
- Maderthaner, Philipp (* 1981), österreichischer Unternehmer, Kampagnen-Experte
- Maderthaner, Wolfgang (* 1954), österreichischer Historiker
- Madery, Earl († 2014), US-amerikanischer Tontechniker
- Madesclaire, Dan (* 1993), französischer E-SportlerDan Madesclaire (* 1993)

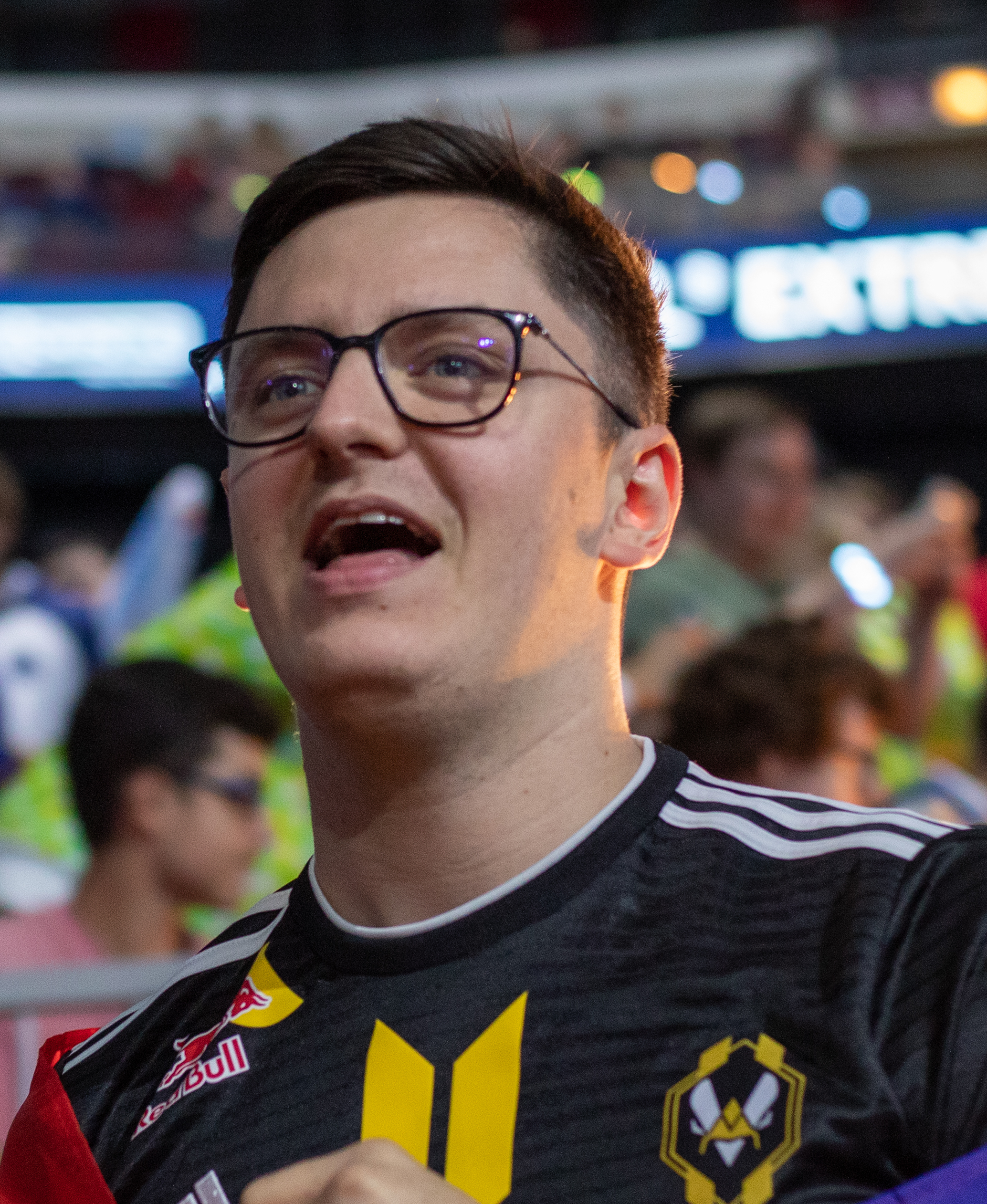
Dan Madesclaire (* 1993)

- Madetoja, Leevi (1887–1947), finnischer Komponist
- Madeuf, Jean-François, französischer Trompeter und Hochschullehrer
- Madeux, Eugen (1810–1886), Schweizer Politiker
- Madeweis, Friedrich (1648–1705), deutscher Pädagoge und Verwaltungsbeamter
- Madey, Johannes (1933–2012), deutscher Ostkirchenkundler
- Madey, John (1943–2016), US-amerikanischer Physiker
- Madeyski, Antoni (1862–1939), polnischer Bildhauer
- Madeyski-Poray, Georg von (1872–1939), österreichisch-ungarischer Politiker und polnischer Botschafter

### Madg
- Madge, Geoffrey Douglas (* 1941), australischer Pianist, Komponist und Musikpädagoge
- Madge, Steve (1948–2020), britischer Ornithologe
- Mädge, Ulrich (* 1950), deutscher Politiker (SPD)
- Mädger, Femke (* 1980), niederländische Handballspielerin
- Mädger, Rudolf (1860–1928), deutscher Gastwirt und Politiker

### Madh
- Madhava (1350–1425), indischer Mathematiker und Astronom
- Madhavan, R. (* 1970), indischer Schauspieler und Fernsehspielshowmoderator tamilischer HerkunftR. Madhavan (* 1970)

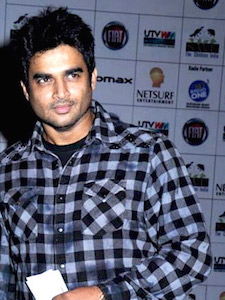
R. Madhavan (* 1970)

- Madhi, Guri (1921–1988), albanischer Maler und Schauspieler
- Madho Singh I. (1728–1768), Maharaja von Jaipur
- Madho Singh II. (1861–1922), indischer Herrscher
- Madhoo, Norman (* 1964), guyanischer Dartspieler
- Madhubala (1933–1969), indische Filmschauspielerin
- Madhubuti, Haki R. (* 1942), amerikanischer Autor und Verleger
- Madhukar (* 1957), deutscher Advaita-Meister und Autor
- Madhukar, C. V. (* 1968), indischer Zivilgesellschaftsaktivist
- Madhusudhan, Nikku (* 1980), indisch-britischer Astrophysiker, Exoplanetenforscher und Hochschullehrer
- Madhva, indischer Philosoph

### Madi
- Madi, Edgar (* 1956), libanesischer Geistlicher, maronitischer Bischof in Brasilien
- Madi, Gehad (* 1951), ägyptischer Diplomat und Menschenrechtsexperte
- Madi, George S. († 2020), libanesisch-gambischer Unternehmer
- Madi, Hamada (* 1965), komorischer Politiker, ehemaliger Premierminister und Interimspräsident
- Madi, Henry A. (1913–1965), Geschäftsmann und Politiker in Britisch-Gambia
- Madi, Kalil (1921–2007), US-amerikanischer Jazzmusiker (Schlagzeug)
- Madi, Mohamed Abdou (* 1956), komorischer Politiker
- Madi, Nabil (* 1981), algerischer Mittelstreckenläufer
- Madi, Sanjar (* 1986), kasachischer Schauspieler
- Madia, Giorgio (* 1965), italienischer Balletttänzer, Choreograf und Regisseur
- Madia, Marianna (* 1980), italienische Politikerin (Partito Democratico), Mitglied der Camera dei deputati
- Madibo, Assim (* 1996), katarischer Fußballspieler
- Mädicke, Stefan (* 1966), deutscher Regattasegler
- Madiebo, Alexander (1932–2022), Befehlshaber der Streitkräfte Biafras
- Madigan, Alix, US-amerikanische Filmproduzentin
- Madigan, Amy (* 1950), US-amerikanische SchauspielerinAmy Madigan (* 1950)

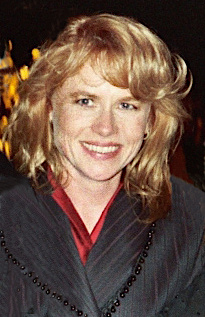
Amy Madigan (* 1950)

- Madigan, Anthony (1930–2017), australischer Boxer
- Madigan, Cecil (1889–1947), australischer Entdeckungsreisender, Geologe und Geograph
- Madigan, Edward Rell (1936–1994), US-amerikanischer Politiker (Republikanische Partei)
- Madigan, Elvira (1867–1889), dänische Seiltänzerin
- Madigan, Josepha (* 1970), irische Politikerin
- Madigan, Lisa (* 1966), US-amerikanische Politikerin der Demokratischen Partei
- Madigan, Michael (* 1942), US-amerikanischer Politiker
- Madihn, Georg Samuel (1729–1784), deutscher Jurist und Hochschullehrer
- Madihn, Ludwig Gottfried (1748–1834), deutscher Hochschullehrer und Universitätsrektor
- Madiken, nubische Königin
- Madikida, Churchill (* 1973), südafrikanischer Künstler
- Madikizela-Mandela, Winnie (1936–2018), südafrikanische PolitikerinWinnie Madikizela-Mandela (1936–2018)

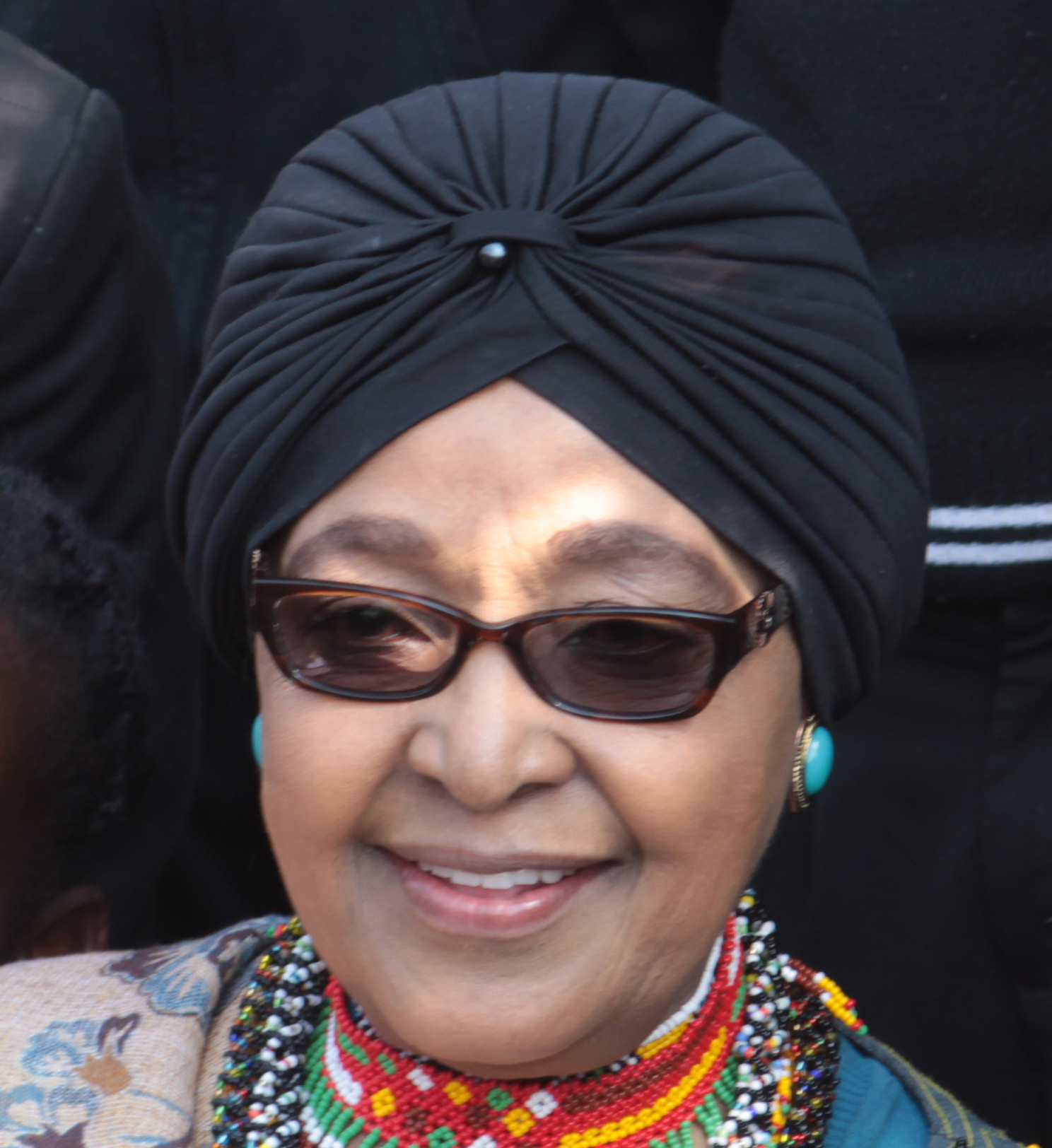
Winnie Madikizela-Mandela (1936–2018)

- Madiko, Wes (1964–2021), kamerunischer Sänger
- Madila Basanguka, Marcel (* 1955), sambischer Geistlicher, emeritierter römisch-katholischer Erzbischof von Kananga
- Madin Cerezo, Jean-Claude (* 1992), spanisch-deutscher American-Football-Spieler
- Madin, Hans (1911–1991), österreichisch-deutscher Schauspieler und Regisseur
- Madin, Henry (1698–1748), französischer Komponist und Kapellmeister
- Madin, Viktor (1876–1968), österreichischer Opernsänger (Bariton) ungarischer Abstammung
- Madina, Stefka (* 1963), bulgarische Ruderin
- Madincea, Victoria (* 1973), deutsche Schauspielerin
- Madinda, Lévy (* 1992), gabunischer Fußballspieler
- Mäding, Erhard (1909–1998), deutscher Verwaltungsjurist
- Mäding, Heinrich (* 1941), deutscher Wirtschaftswissenschaftler und Stadtforscher
- Madinger, Christof (* 1982), deutscher Basketball-Schiedsrichter
- Madiol, Adrien Jean (1845–1927), niederländisch-belgischer Genre- und Porträtmaler
- Madior Diouf (1939–2025), senegalesischer Akademiker und Politiker
- Madiot, Marc (* 1959), französischer Radrennfahrer und TeammanagerMarc Madiot (* 1959)

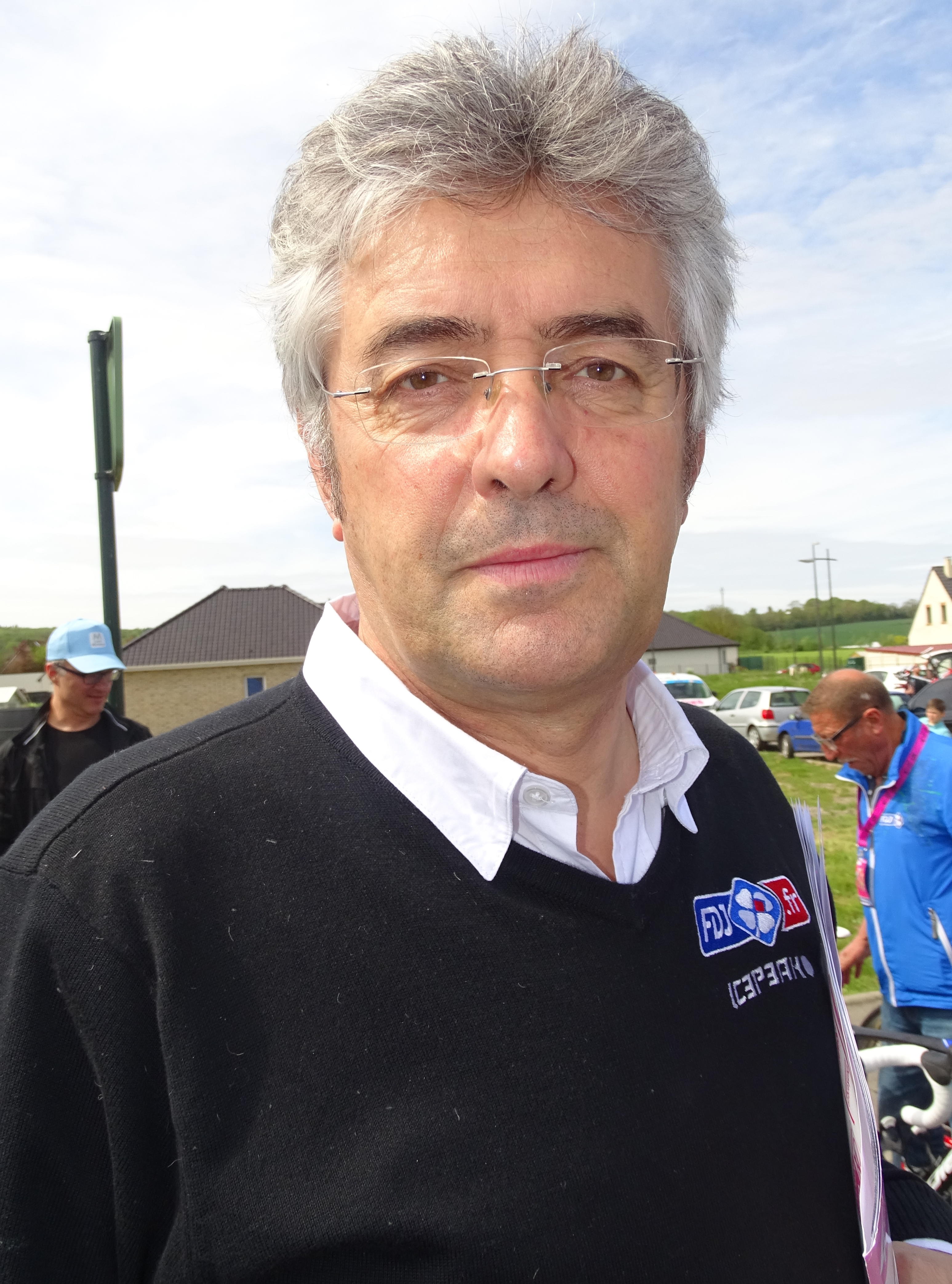
Marc Madiot (* 1959)

- Madiot, Thierry (* 1963), französischer Jazz- und Improvisationsmusiker
- Madiot, Yvon (* 1962), französischer Radrennfahrer
- Madirazza, Katarina (* 1992), kroatische Schauspielerin
- Madisch, Ijad (* 1980), deutscher Virologe und Manager
- Madise, Lauri (* 1974), estnischer Jurist
- Madise, Nyovani, malawische Wirtschaftswissenschaftlerin
- Madisia, Joe (* 1954), namibischer Künstler
- Madison, Annemarie (1920–2010), indonesische Betreuerin von AIDS-Kranken
- Madison, Bailee (* 1999), US-amerikanische Schauspielerin und FilmproduzentinBailee Madison (* 1999)

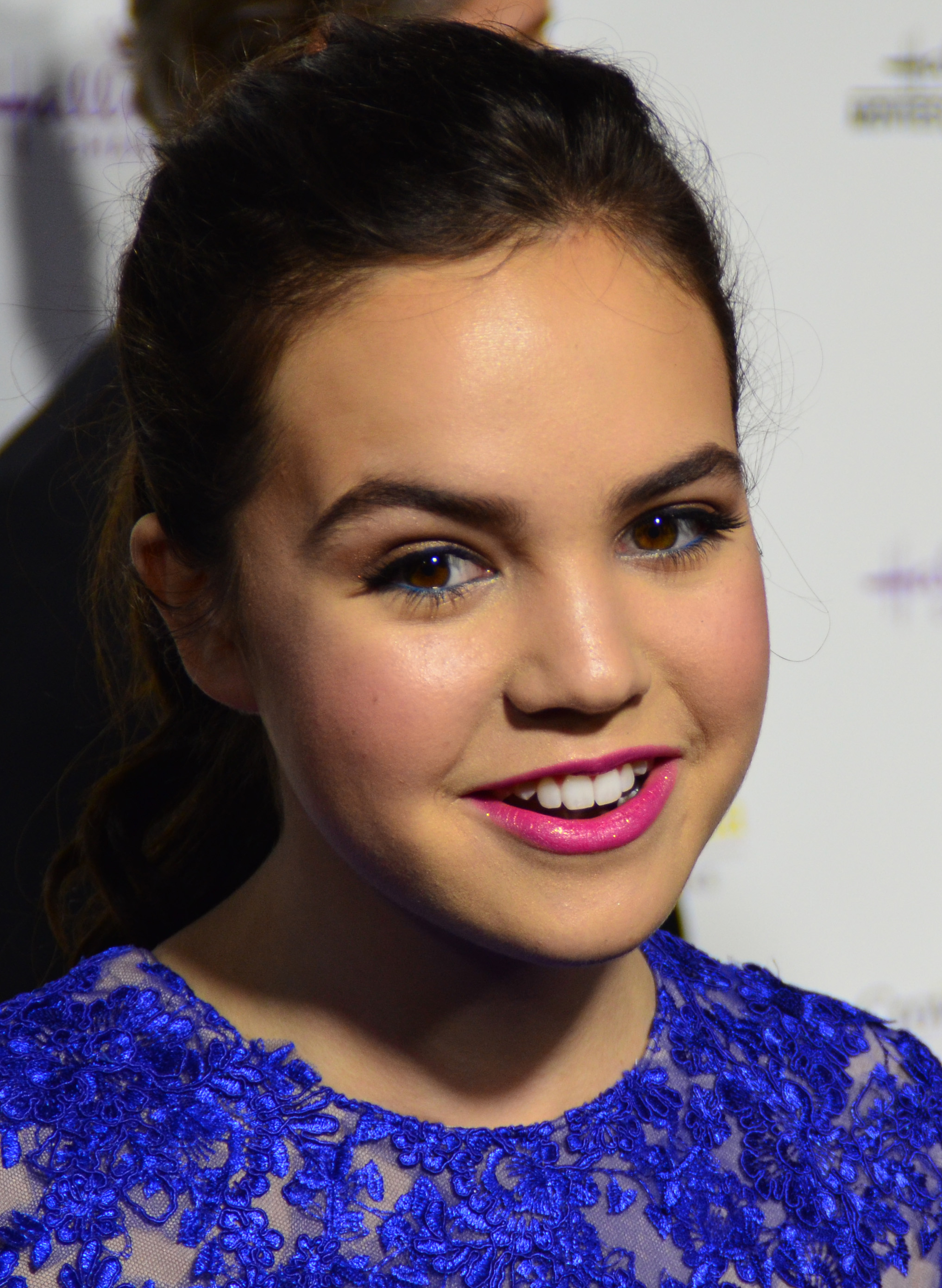
Bailee Madison (* 1999)

- Madison, Bingie (1902–1978), US-amerikanischer Jazzmusiker
- Madison, Cleo (1883–1964), US-amerikanische Schauspielerin, Filmregisseurin, Filmproduzentin und Drehbuchautorin
- Madison, Clifford (* 1962), US-amerikanischer American-Football-Trainer und -Spieler
- Madison, Dolley (1768–1849), US-amerikanische First Lady
- Madison, Edmond H. (1865–1911), US-amerikanischer Politiker
- Madison, George (1763–1816), US-amerikanischer Politiker und Gouverneur von Kentucky
- Madison, Guy (1922–1996), US-amerikanischer Schauspieler
- Madison, Helene (1913–1970), US-amerikanische Schwimmerin
- Madison, Holly (* 1979), US-amerikanische TV-Persönlichkeit
- Madison, Jaak (* 1991), estnischer Politiker
- Madison, James (1751–1836), 4. Präsident der Vereinigten Staaten (1809–1817)
- Madison, Kelly (* 1967), US-amerikanische Pornodarstellerin, Regisseurin, Internet-Unternehmerin und Produzentin
- Madison, Louis (1899–1948), US-amerikanischer Jazztrompeter (Kornett)
- Madison, Mackenzie (* 1986), US-amerikanische Triathletin
- Madison, Martha (* 1977), US-amerikanische Schauspielerin
- Madison, Mikey (* 1999), US-amerikanische SchauspielerinMikey Madison (* 1999)

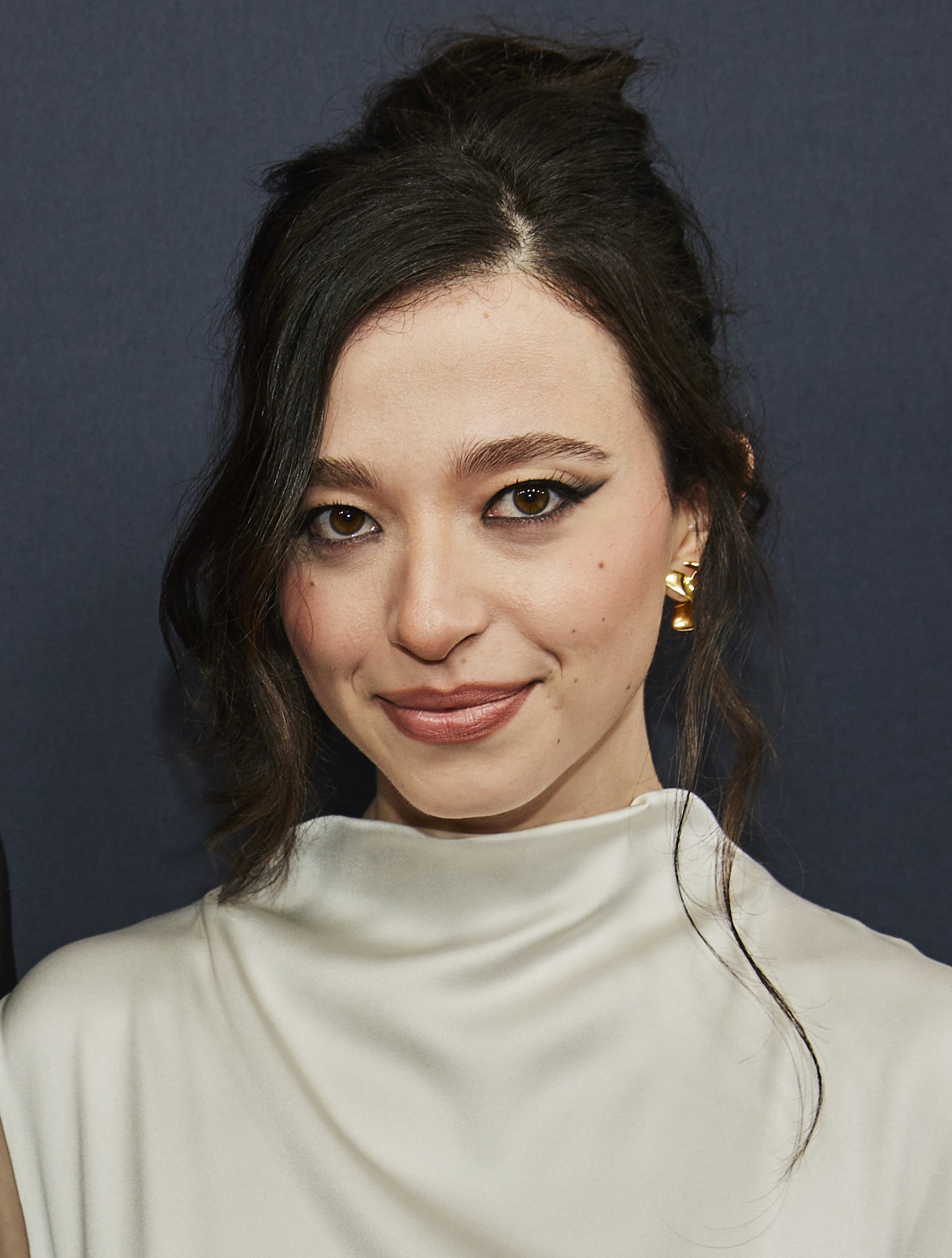
Mikey Madison (* 1999)

- Madison, Noel (1897–1975), US-amerikanischer Schauspieler und Kurzfilm-Regisseur
- Madison, Sarah Danielle (1974–2014), US-amerikanische Schauspielerin

### Madj
- Madjanow, Roman Sergejewitsch (1962–2024), sowjetisch-russischer Schauspieler
- Madjaroglou, Nikita († 1950), deutscher Tischtennisspieler griechischer Herkunft
- Mađarovski, Darko (* 1983), serbischer Tennisspieler
- Madjderey, Abdolreza (1940–2017), iranischer Psychotherapeut, Autor, Übersetzer und Lyriker
- Mädje, Adolf (* 1882), deutscher Manager
- Madjed, Montader (* 2005), schwedischer Fußballspieler
- Madjer (* 1977), portugiesischer Beach-Soccer-Spieler
- Madjer, Rabah (* 1958), algerischer Fußballspieler und -trainerRabah Madjer (* 1958)

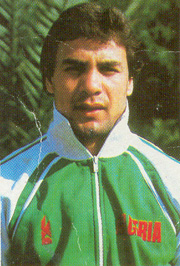
Rabah Madjer (* 1958)

- Madjera, Wolfgang (1868–1926), österreichischer Lyriker, Dramatiker und Schriftsteller
- Madjid, Nurcholish (1939–2005), indonesischer muslimischer Denker und Gelehrter
- Madjidi, Maryam (* 1980), iranisch-französische Schriftstellerin
- Madjitey, Erasmus Ransford Tawiah (1920–1996), ghanaischer Politiker, Diplomat und erster ghanaischer Polizeipräsident
- Madjitov, Iskander (* 1989), deutscher Schauspieler
- Madjo, Brian (* 2009), luxemburgisch-kamerunischer Fußballspieler
- Madjozi, Sho (* 1992), südafrikanische Rapperin, Sängerin, Songwriterin, Schauspielerin und Dichterin

### Madk
- Madkour, Mohamed, ägyptischer Radrennfahrer

### Madl
- Madl, Elfriede (* 1949), österreichische Politikerin (FPÖ), Abgeordnete zum Nationalrat
- Mádl, Ferenc (1931–2011), ungarischer Jurist und Staatspräsident
- Madl, Gottlieb (1897–1963), deutscher Filmeditor und Dokumentarfilmer
- Madl, Hartmann (1939–2011), deutscher Fußballspieler
- Madl, Helmut (* 1942), österreichischer Alttestamentler
- Mádl, Ildikó (* 1969), ungarische Schachspielerin
- Mädl, Jakob (1896–1978), österreichischer Politiker (ÖVP), Landtagsabgeordneter im Burgenland, Abgeordneter zum Nationalrat, Mitglied des Bundesrates
- Mádl, Jiří (* 1986), tschechischer Schauspieler, Drehbuchautor und Regisseur
- Mádl, Martin (* 1967), tschechischer Kunsthistoriker
- Madl, Michael (* 1988), österreichischer Fußballspieler
- Madl, Nikolaus († 1950), deutscher Kommunalpolitiker, Landrat des Landkreises Wolfstein
- Madl, Patricia (* 1999), österreichische Speerwerferin
- Mädl, Robert (1939–2011), österreichischer Bankmanager und Person des gewerblichen Genossenschaftswesens
- Madl, Sascha (* 1983), deutscher Sportschütze
- Madl, Thomas (* 1957), deutscher Politiker (CDU), MdL
- Mädl, Valentina (* 2005), österreichische Fußballspielerin
- Madland, Tove Elise (* 1965), norwegische Politikerin
- Madlberger, Günther (* 1979), österreichischer Journalist und Hörfunkmoderator
- Madlener, Ambros (1869–1956), deutscher Architekt
- Madlener, Barry (* 1969), niederländischer Politiker (Partij voor de Vrijheid), MdEP
- Madlener, Daniel (* 1964), österreichischer Fußballspieler
- Madlener, David (* 1992), österreichischer Eishockeytorwart
- Madlener, Dominikus (1923–2013), deutscher Abt
- Madlener, Josef (1881–1967), deutscher Dichter und Maler
- Madlener, Maria († 1730), Opfer der Hexenverfolgung
- Madlener, Max (1898–1989), deutscher Chirurg und Hochschullehrer
- Mädler, Anton (1854–1925), deutscher Unternehmer und Mäzen
- Mädler, Bruno (1855–1917), deutscher Unternehmer
- Mädler, Johann Heinrich von (1794–1874), deutscher Astronom
- Mädler, Karl (1902–2003), deutscher Paläobotaniker und Palynologe
- Mädler, Kathrin (* 1971), deutsche Pharmakologin und Diabetologin
- Mädler, Kathrin (* 1976), deutsche Dramaturgin, Theaterregisseurin und Intendantin
- Mädler, Lutz (* 1971), deutscher Ingenieur
- Mädler, Minna von (1804–1891), deutsche Lyrikerin und Übersetzerin
- Mädler, Peggy (* 1976), deutsche Dramaturgin, Regisseurin und SchriftstellerinPeggy Mädler (* 1976)

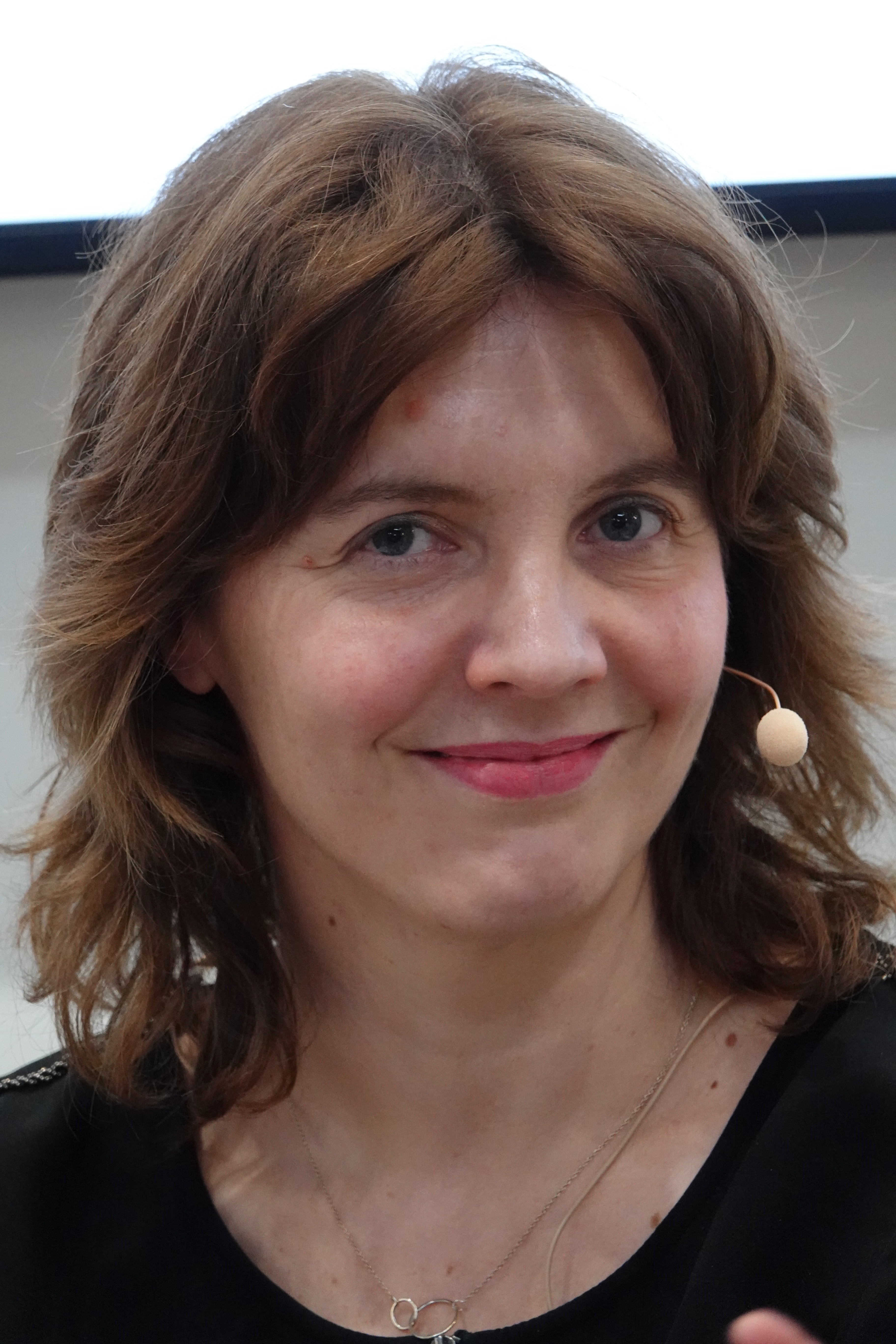
Peggy Mädler (* 1976)

- Mädler, Peter (1943–1963), deutsches Maueropfer
- Madler, Philipp (1799–1884), deutscher Forstbeamter und Heimatforscher
- Mädler, Rudi (1927–2020), deutscher Generalmajor der Nationalen Volksarmee der DDR
- Mädler, Thomas (* 1955), deutscher Ingenieur und Politiker (SPD), MdL
- Madley, Andrew (* 1983), englischer Fußballschiedsrichter
- Madley, Bobby (* 1985), englischer Fußballschiedsrichter
- Madlib (* 1973), US-amerikanischer Hip-Hop-DJ, Musikproduzent und MC
- Madlová, Irena, tschechische Biathletin
- Madlseder, Heinrich (1713–1779), deutscher Benediktiner und Abt
- Madlseder, Nonnosius (1730–1797), Benediktinerpater und Kirchenkomponist im Kloster Andechs
- Madlung, Alexander (* 1982), deutscher Fußballspieler
- Madlung, Rudolf (1874–1940), deutscher Marineoffizier und paramilitärischer Aktivist

### Madm
- Madman (* 1988), italienischer Rapper

### Madn
- Madna, Rob (1931–2003), niederländischer Jazzmusiker (Piano, Komposition)
- Madner, Verena (* 1965), österreichische Juristin, Universitätsprofessorin und Vizepräsidentin des VfGH
- Mädness, deutscher Hip-Hop-MusikerMädness

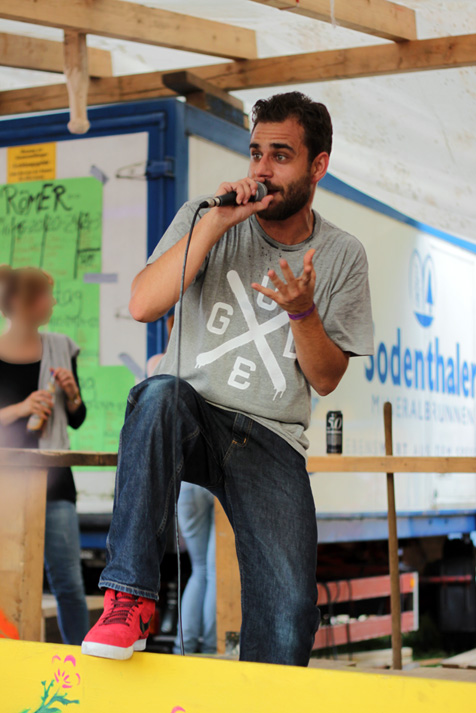
Mädness

- Madnick, Stuart (* 1944), US-amerikanischer Informatiker

### Mado
- Mado, Michio (1909–2014), japanischer Dichter und Kinderbuchautor
- Madobe, Adan Mohamed Nuur, somalischer Armeeführer und Politiker
- Madoc, Philip (1934–2012), britischer Schauspieler
- Madockawando († 1698), Indianer, Ober-Sagamore der Penobscot
- Madoff, Bernard L. (1938–2021), US-amerikanischer Finanz- und Börsenmakler sowie AnlagebetrügerBernard L. Madoff (1938–2021)

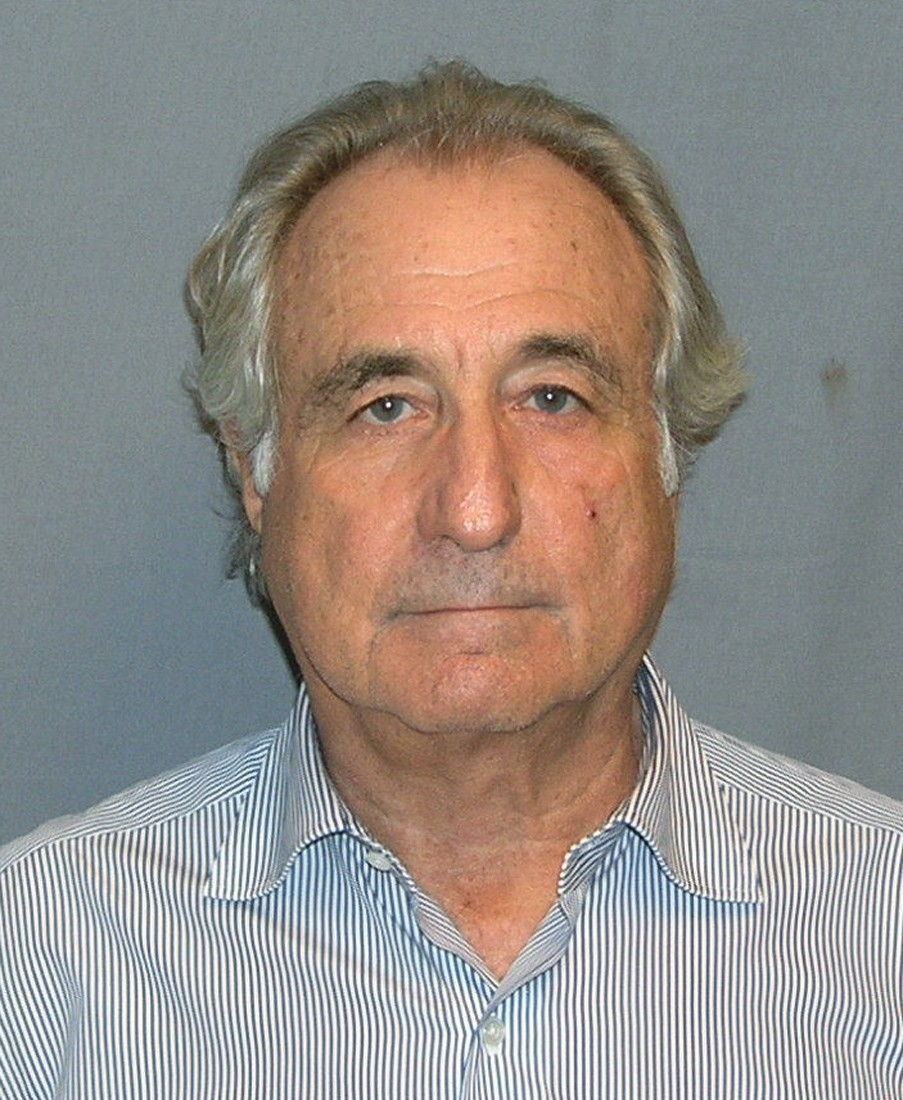
Bernard L. Madoff (1938–2021)

- Madog ap Gruffydd († 1277), Lord von Powys (Wales)
- Madog ap Gruffydd Maelor († 1236), Fürst von Powys (Wales)
- Madog ap Llywelyn, walisischer Rebell
- Madog ap Maredudd († 1160), König von Powys (Wales)
- Madog ap Rhiryd, Prinz von Powys (Wales)
- Madog Fychan († 1269), Lord von Powys (Wales)
- Madogo, Jacqueline (* 2000), kanadische Sprinterin
- Madojan, Sussanna Gukassowna (1925–2023), sowjetische bzw. russische Elektroingenieurin und Hochschullehrerin
- Madoka, Marsden (* 1943), kenianischer Politiker
- Madol, Hans Roger (1903–1956), deutscher Schriftsteller
- Madonia, Ezio (* 1966), italienischer Leichtathlet
- Madonia, Francesco (1924–2007), italienischer Mafioso
- Madonis, Luigi, italienischer Komponist und Violinist
- Madonna (* 1958), US-amerikanische Sängerin, Filmschauspielerin und AutorinMadonna (* 1958)

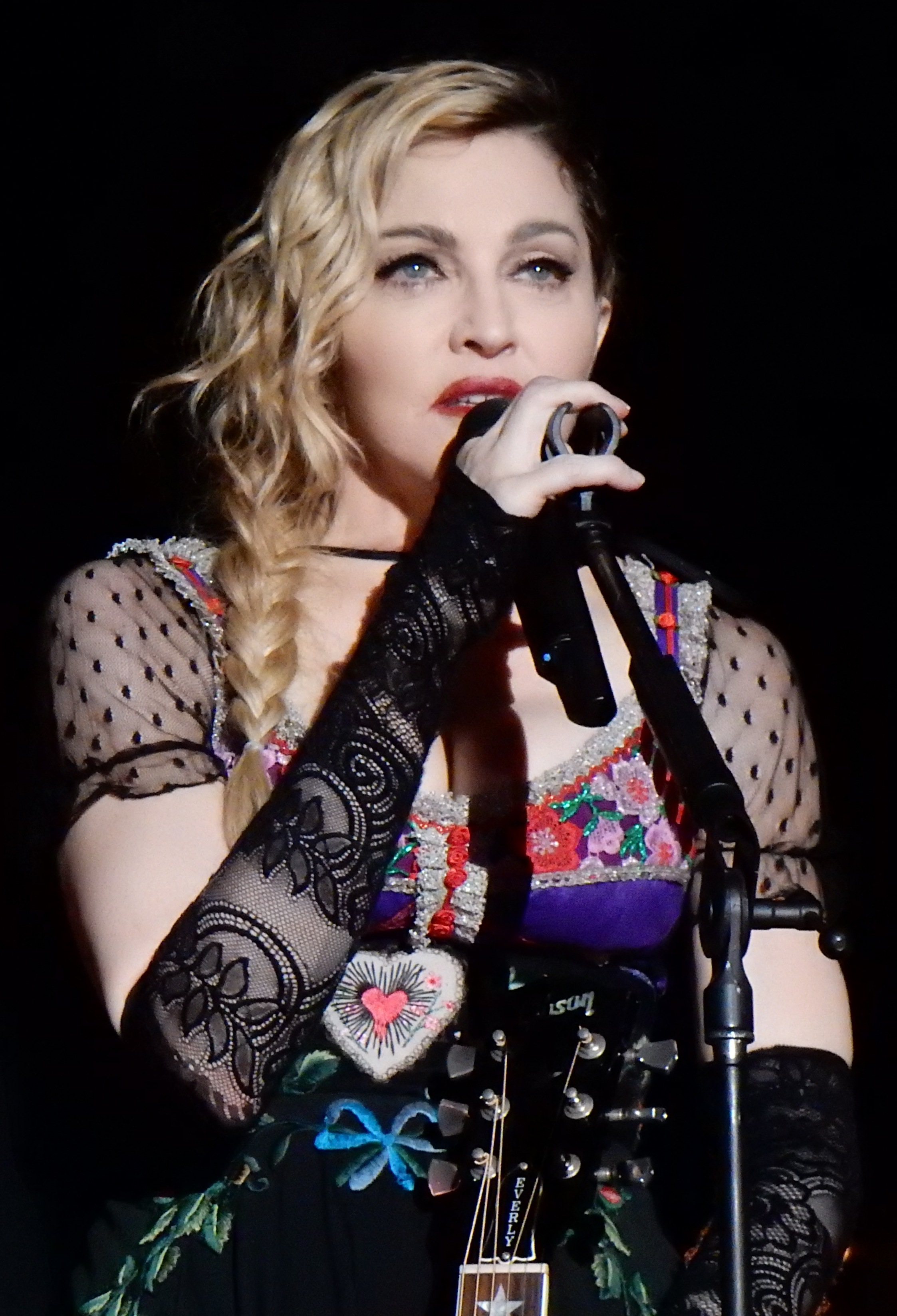
Madonna (* 1958)

- Madonna, Armando (* 1963), italienischer Fußballspieler und -trainer
- Madono, Masuzō, japanischer Fußballspieler
- Madonsela, Thuli (* 1962), südafrikanische Juristin, Public Protector von Südafrika
- MAdoppelT (* 1983), österreichischer Hip-Hop-Musiker
- Madörin, Albert (1905–1960), Schweizer Bobfahrer
- Madörin, Fränzi (* 1963), Schweizer Musikerin und Künstlerin
- Madörin, Mascha (* 1946), Schweizer Ökonomin
- Madosini († 2022), südafrikanische traditionelle Musikerin und Erzählerin
- Madou, Franck (* 1987), französischer Fußballspieler
- Madou, Jean-Baptiste (1796–1877), belgischer Maler
- Madouas, Laurent (* 1967), französischer Radrennfahrer
- Madouas, Valentin (* 1996), französischer Radsportler
- Madougou Wonkoye, Amadou (* 1965), nigrischer Offizier
- Madougou, Amadou (* 1941), nigrischer Politiker
- Madougou, Reckya (* 1974), beninische Politikerin
- Madoui, Kheïreddine (* 1977), algerischer Fußballspieler und -trainer
- Madouni, Ahmed (* 1980), französisch-algerischer FußballspielerAhmed Madouni (* 1980)

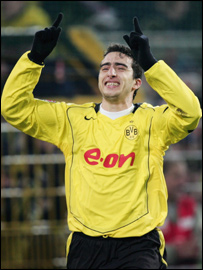
Ahmed Madouni (* 1980)

- Madovčik, Katarina (* 1952), Schweizer Schriftstellerin
- Madoyan, Levon (1909–1964), armenischer Duduk-Spieler
- Madoz, Chema (* 1958), spanischer Fotograf
- Madoz, Pascual (1806–1870), spanischer Politiker

### Madr
- Madra, Esme (* 1987), türkische Schauspielerin
- Madraiwiwi, Joni (1957–2016), fidschianischer Jurist und Politiker, Tui Kaba
- Madrapile Tanzi, Dieudonné (* 1958), kongolesischer Geistlicher, römisch-katholischer Bischof von Isiro-Niangara
- Madras, Monika (* 1940), deutsche Tänzerin und Schauspielerin
- Madrasch-Groschopp, Ursula (1916–2004), deutsche Publizistin
- Madrazo Becerra, Carlos Alberto (1915–1969), mexikanischer Politiker
- Madrazo y Agudo, José de (1781–1859), spanischer Maler, Radierer und Lithograph, Direktor des Museo del Prado
- Madrazo y Kuntz, Federico de (1815–1894), spanischer Maler und Lithograf, Direktor des Museo del Prado
- Madrazo, Ángel (* 1988), spanischer Radrennfahrer
- Madrazo, Roberto (* 1952), mexikanischer Politiker
- Madreiter, Armela (* 1992), deutsche Dramatikerin und Dramaturgin
- Madrelle, Bernard (1944–2020), französischer Politiker
- Madrelle, Philippe (1937–2019), französischer Politiker
- Madriaga, Mariano (1902–1981), philippinischer Geistlicher, Erzbischof von Lingayen-Dagupan
- Madrian, Brigitte (* 1950), US-amerikanische Wirtschaftswissenschaftlerin und Hochschullehrerin
- Mädrich, Dirk (* 1983), deutscher Basketballspieler
- Madrid Hurtado, Miguel de la (1934–2012), mexikanischer Anwalt und PolitikerMiguel de la Madrid Hurtado (1934–2012)

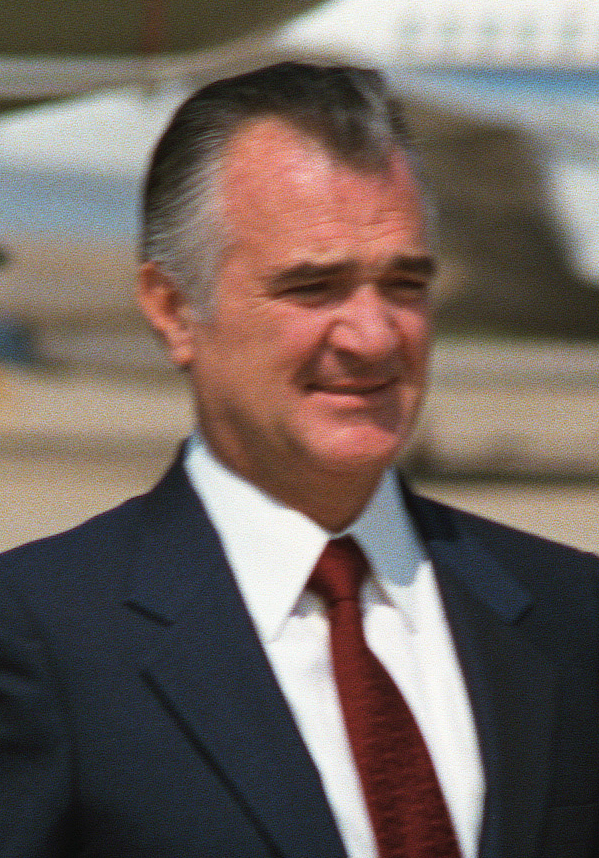
Miguel de la Madrid Hurtado (1934–2012)

- Madrid Merlano, Luis (* 1946), kolumbianischer Geistlicher und emeritierter römisch-katholischer Erzbischof von Nueva Pamplona
- Madrid, Alberto (1971–2006), spanischer Schlagzeuger
- Madrid, Álvaro (* 1995), chilenischer Fußballspieler
- Madrid, Antonieta (* 1939), venezolanische Schriftstellerin und Diplomatin
- Madrid, Beatriz, mexikanische Choreografin und Balletttänzerin
- Madrid, José Luis (* 1933), spanischer Filmregisseur und Drehbuchautor
- Madrid, Juan (* 1947), spanischer Schriftsteller und Krimiautor
- Madrid, Marcos (* 1986), mexikanischer Tischtennisspieler
- Madrid, Venus (* 1964), spanischer Schauspieler und Bühnenregisseur
- Madrid, Yvonne, deutsch-mexikanische Sopranistin
- Madrid-Maler, attisch-schwarzfiguriger Vasenmaler
- Madrigal Gallegos, Roberto (* 1967), mexikanischer Geistlicher, römisch-katholischer Bischof von Tuxpan
- Madrigal, Diego (* 1989), costa-ricanischer Fußballspieler
- Madrigal, Inés (* 1969), spanische Aktivistin (bebé robado)
- Madrigal, Luis (* 1993), mexikanischer Fußballspieler
- Madrigal, Michelle (* 1987), philippinische Schauspielerin
- Madrigal-Warns, Pacita (1915–2008), philippinische Politikerin
- Madrigali, Jeff (* 1956), US-amerikanischer Segler
- Madriguera i Rodon, Francesca (1900–1965), katalanische klassische Pianistin und Komponistin
- Madriguera, Enric (1904–1973), US-amerikanischer Latin Jazz Bigband-Leader
- Madrimov, Isroil (* 1995), usbekischer BoxerIsroil Madrimov (* 1995)

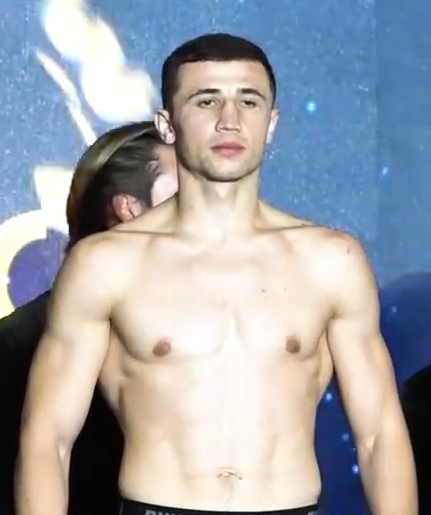
Isroil Madrimov (* 1995)

- Madritsch, Diego (* 2005), österreichischer Fußballspieler
- Madritsch, Julius (1906–1984), österreichischer Kaufmann und Gerechter unter den Völkern
- Madritsch, Karl (1908–1986), Schweizer Bildender Künstler
- Madritsch, Klaus (* 1943), österreichischer Politiker (ÖVP), Landtagsabgeordneter
- Madritsch, Renate, österreichische Kunsthistorikerin und Denkmalpflegerin
- Madritsch, Thomas (* 1965), österreichischer Wirtschaftswissenschaftler
- Madriz, Emiliano (1800–1844), nicaraguanischer Politiker
- Madriz, José (1867–1911), nicaraguanischer Politiker und Präsident
- Madruga, Djan (* 1958), brasilianischer Schwimmer
- Madruga, Ramón Pichs (* 1962), kubanischer Klimatologe
- Madruga, Teresa (* 1953), portugiesische Schauspielerin
- Madruga-Osses, Ivanna (* 1961), argentinische Tennisspielerin
- Madruter, Peter (1801–1858), österreichischer Landwirt und Politiker, Landtagsabgeordneter
- Madruzzo, Carlo Emanuele (1599–1658), Fürstbischof von Trient
- Madruzzo, Carlo Gaudenzio (1562–1629), italienischer Kardinal
- Madruzzo, Cristoforo (1512–1578), Kardinal
- Madruzzo, Giannangelo Gaudenzio (1562–1618), Adeliger und Militär
- Madruzzo, Giovanni Ludovico (1532–1600), italienischer Kardinal
- Mądry, Grzegorz (* 1954), polnischer Sprinter
- Mądry, Jarosław (* 1968), polnischer Skispringer

### Mads
- Madsack, August (1858–1933), deutscher Journalist, Publizist und Verleger
- Madsack, Erich (1889–1969), deutscher Verleger
- Madsack, Luise (1911–2001), deutsche Verlegerin und Aufsichtsratsvorsitzende
- Madsack, Paul (1881–1949), deutscher Journalist, Maler und Schriftsteller und Jurist
- Madscharow, Dimitar (1882–1945), bulgarischer Revolutionär und Freiheitskämpfer
- Madscharow, Lasar (1872–1907), bulgarischer Freiheitskämpfer
- Madscharow, Michail (1854–1944), bulgarischer Politiker
- Madschid bin Said († 1870), Sultan von SansibarMadschid bin Said († 1870)

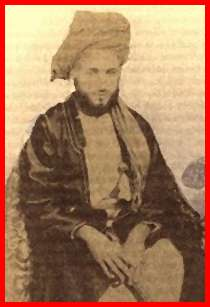
Madschid bin Said († 1870)

- Madschid, Ali Hasan al- (1941–2010), irakischer Politiker und GeneralAli Hasan al-Madschid (1941–2010)

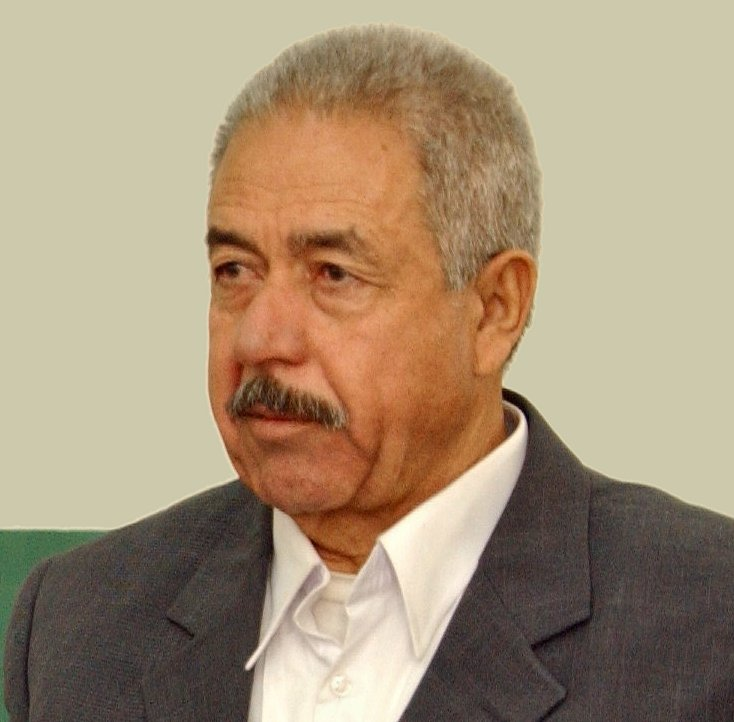
Ali Hasan al-Madschid (1941–2010)

- Madschid, Schasmina Toschkowa (* 1985), bulgarische Fernsehmoderatorin, Filmschauspieler und Model
- Madschlisī, Muhammad Bāqir al- (1616–1698), schiitischer Gelehrter, während der Safawiden-Ära
- Madschydau, Kamandar (* 1961), sowjetischer und belarussischer Ringer und Olympiasieger
- Madsen, Aage (1883–1937), dänischer Tennisspieler
- Madsen, Aksel (1899–1988), dänischer Marathonläufer
- Madsen, Alan (* 1978), dänischer Basketballspieler
- Madsen, Amanda (* 1994), dänische Badmintonspielerin
- Madsen, Andreas (* 1997), dänischer Poolbillardspieler
- Madsen, Anna Thea (* 1994), dänische Badmintonspielerin
- Madsen, Berent (1845–1865), norwegischer Landschaftsmaler der Düsseldorfer Schule
- Madsen, Bjarne (* 1964), dänischer Eishockeyspieler und -vermittler
- Madsen, Bonny (* 1967), dänische Fußballspielerin
- Madsen, Bror (* 1982), grönländischer Badmintonspieler
- Madsen, Camilla (* 1993), dänische Handballspielerin und -trainerin
- Madsen, Carl (1949–2021), US-amerikanischer Schiedsrichter im American Football
- Madsen, Charlotte, dänische Badmintonspielerin
- Madsen, Christian (* 1990), US-amerikanischer Schauspieler
- Madsen, Christian Rabjerg (* 1986), dänischer Politiker (Socialdemokraterne), Minister für Wohnen und Inneres
- Madsen, Claus Ruhe (* 1972), dänisch-deutscher Unternehmer und Politiker (CDU)Claus Ruhe Madsen (* 1972)

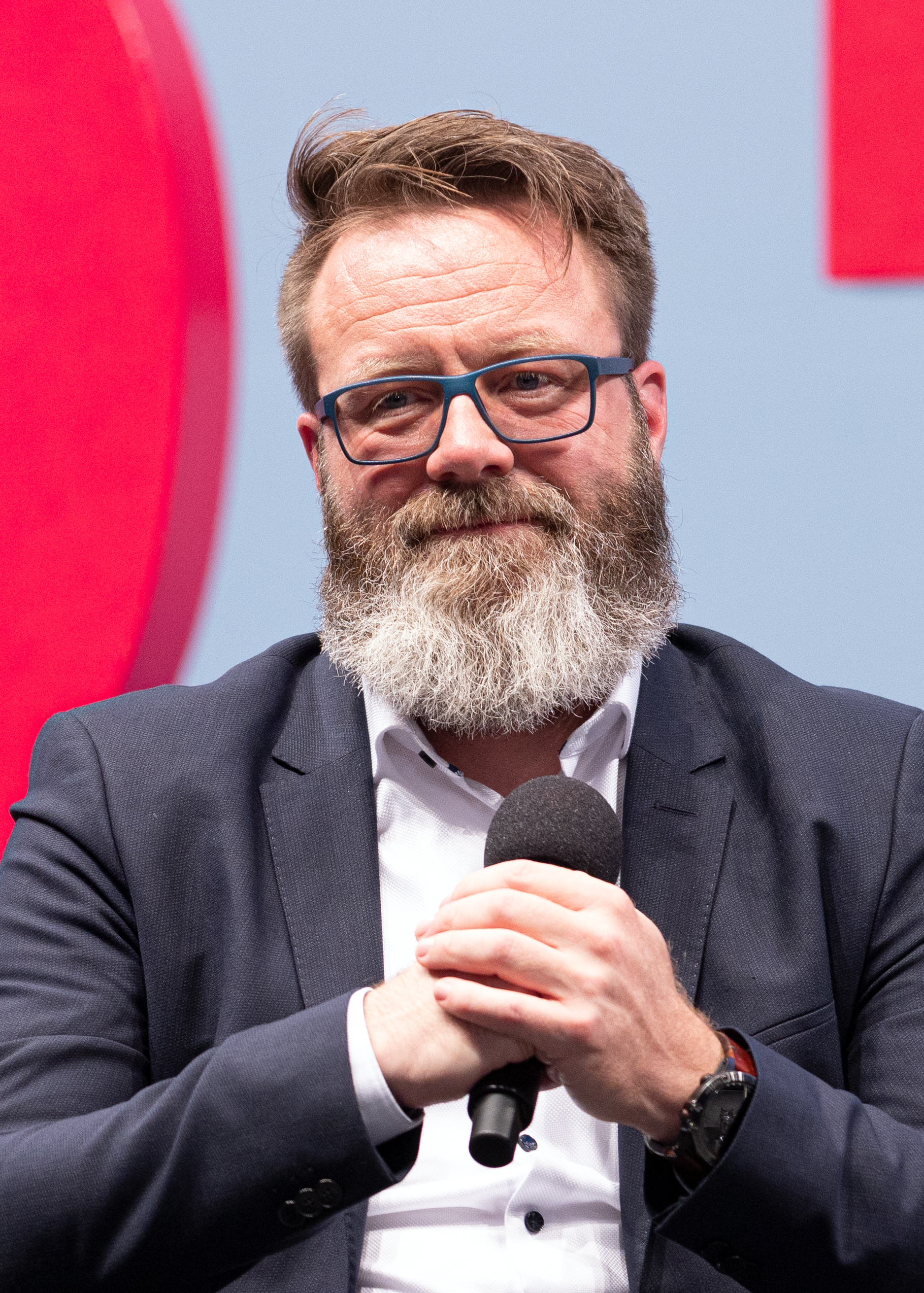
Claus Ruhe Madsen (* 1972)

- Madsen, Egon (* 1942), dänischer Balletttänzer und Ballettmeister
- Madsen, Emil Wernsdorf (* 2001), dänischer Handballspieler
- Madsen, Emma (* 1988), dänische Fußballspielerin
- Madsen, Erik (* 1975), norwegischer Schauspieler
- Madsen, Frederik (* 1998), dänischer Radrennfahrer
- Madsen, Frederik Albert (1894–1971), dänischer Beamter und kommissarischer Landsfoged in Grönland
- Madsen, Gunnar, US-amerikanischer Komponist und Singer-Songwriter
- Madsen, Harald (1890–1949), dänischer Schauspieler
- Madsen, Ib (* 1942), dänischer Mathematiker
- Madsen, Janne (* 1978), dänische Fußballspielerin
- Madsen, Jeff (* 1985), US-amerikanischer Pokerspieler
- Madsen, Jens-Erik (* 1981), dänischer Radrennfahrer
- Madsen, Jesper, dänischer Handballschiedsrichter
- Madsen, Jesper Lund (* 1974), dänischer Comiczeichner
- Madsen, Jessica (* 1992), britische Schauspielerin
- Madsen, Jimmi (* 1969), dänischer Radrennfahrer
- Madsen, Karl (1855–1938), dänischer Kunstkritiker
- Madsen, Katrine (* 1972), dänische Jazzmusikerin
- Madsen, Kim (* 1978), dänischer Fußballspieler
- Madsen, Kristian (1893–1988), dänischer Turner
- Madsen, Kristiane Rør (* 2002), dänische Skirennläuferin
- Madsen, Lars Jørgen (1871–1925), dänischer Sportschütze
- Madsen, Lene (* 1973), dänische Fußballspielerin
- Madsen, Mads Anton (1880–1968), dänischer Kameramann
- Madsen, Mads Emil (* 1998), dänischer Fußballspieler
- Madsen, Maria (1900–1974), dänische Krankenschwester und Vorsitzende des dänischen Krankenpflegerats
- Madsen, Maria Madlen (1905–1990), deutsche Opernsängerin (Sopran), Theater- und Fernsehschauspielerin
- Madsen, Mette (1924–2015), dänische Politikerin und Autorin
- Madsen, Michael (1957–2025), US-amerikanischer SchauspielerMichael Madsen (1957–2025)

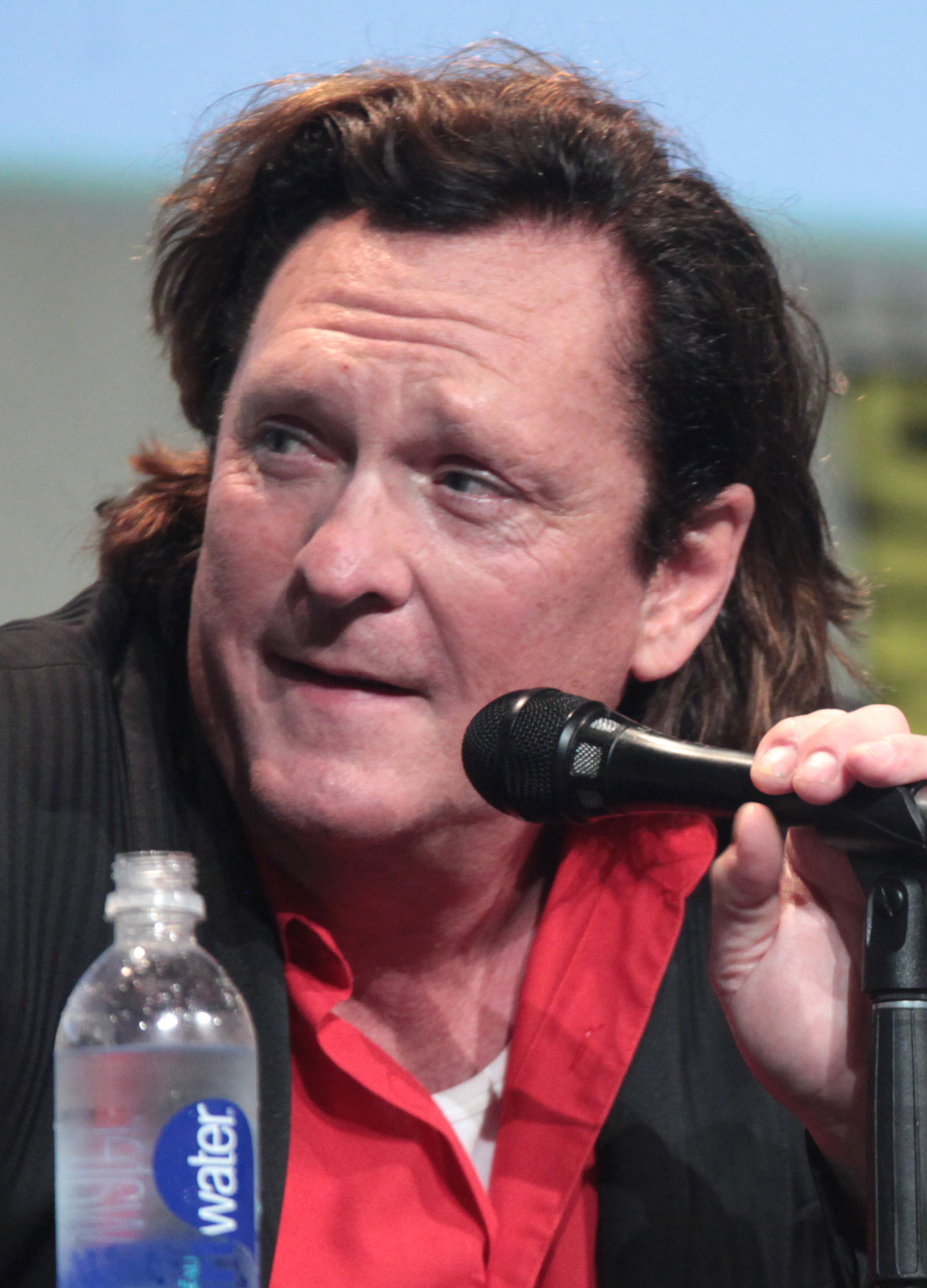
Michael Madsen (1957–2025)

- Madsen, Michael (* 1974), dänischer Fußballspieler
- Madsen, Michael (* 1980), dänischer Eishockeytorwart
- Madsen, Morten (* 1987), dänischer Eishockeyspieler
- Madsen, Nicolas (* 2000), dänischer Fußballspieler
- Madsen, Ole (1934–2006), dänischer Fußballspieler
- Madsen, Ole Christian (* 1966), dänischer Filmregisseur und Drehbuchautor
- Madsen, Ørjan (* 1946), norwegischer Schwimmer und Schwimmtrainer
- Madsen, Peter (* 1955), US-amerikanischer Jazz-Pianist
- Madsen, Peter (* 1958), dänischer Comiczeichner und Filmregisseur
- Madsen, Peter (* 1971), dänischer Sexualmörder / Ingenieur
- Madsen, Peter (* 1978), dänischer Fußballspieler
- Madsen, Rikke Marie (* 1997), dänische Fußballspielerin
- Madsen, Søren (* 1976), dänischer Ruderer
- Madsen, Svend (1897–1990), dänischer Turner
- Madsen, Svend Åge (* 1939), dänischer Schriftsteller
- Madsen, Tage (1919–2004), dänischer Badmintonspieler
- Madsen, Tom (* 1973), Gründer von Krav Maga Survival und der German Mixed Martial Arts Federation
- Madsen, Victor (1865–1947), dänischer Geologe und Paläontologe
- Madsen, Virginia (* 1961), US-amerikanische SchauspielerinVirginia Madsen (* 1961)

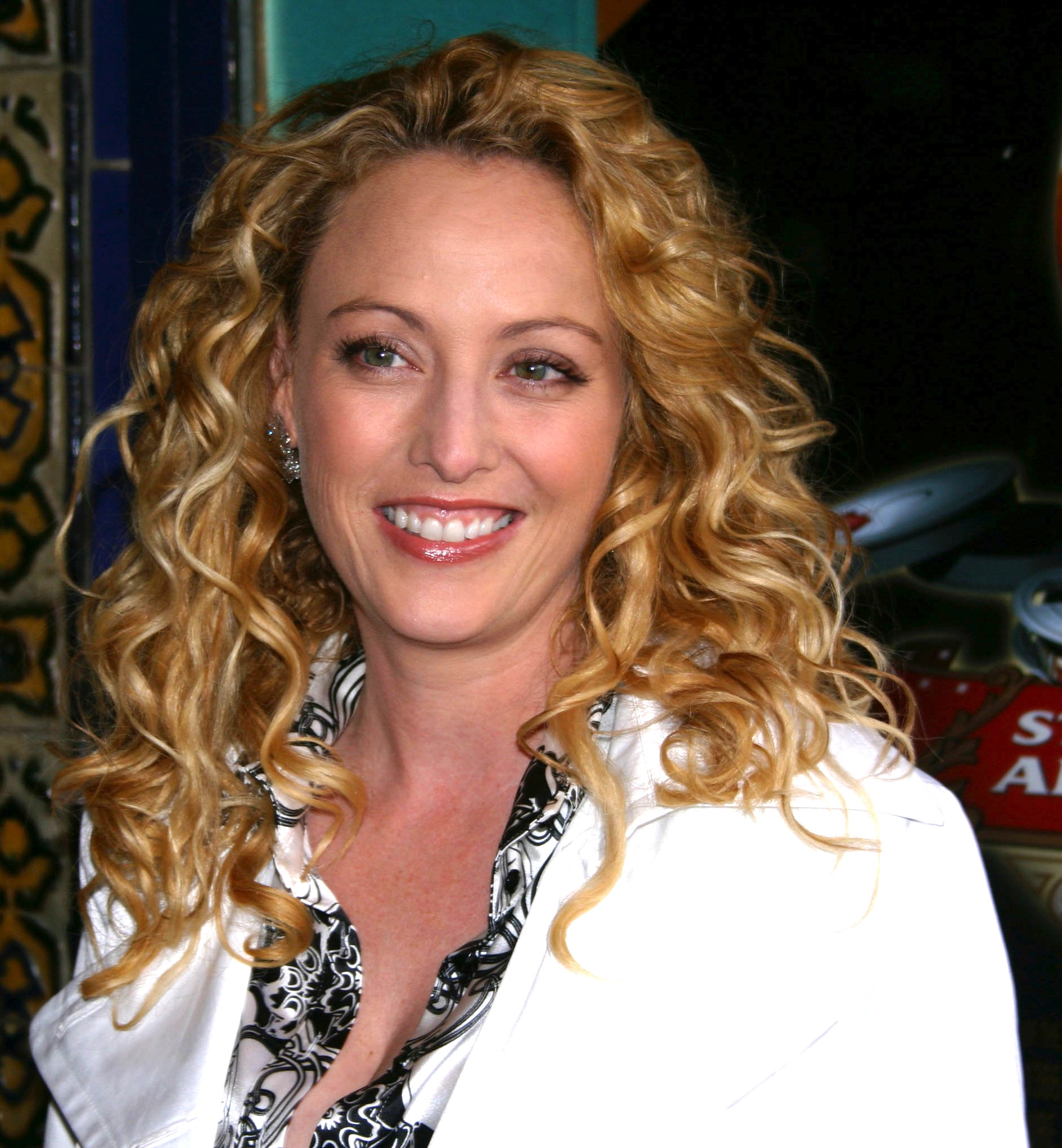
Virginia Madsen (* 1961)

- Madsen, Wilhelm Hermann Oluf (1844–1917), dänischer Generalmajor, Kriegsminister und Militärtechniker
- Madsen-Mygdal, Thomas (1876–1943), dänischer Politiker, Mitglied des Folketing und Premierminister
- Madsius, Carina (* 1989), deutsche Pianistin, Songwriterin und Musikproduzentin
- Madson, Shaw (* 1977), kanadischer Schauspieler und Synchronsprecher

### Madt
- Madtha, Ambrose (1955–2012), indischer Geistlicher, römisch-katholischer Erzbischof und Diplomat des Heiligen Stuhls

### Madu
- Madu, Abdullah (* 1993), saudi-arabischer Fußballspieler
- Madu, Jennifer (* 1994), nigerianisch-US-amerikanische Sprinterin
- Madu, Patience Ndidi (* 1988), nigerianische Fußballschiedsrichterin
- Maduabuchukwu, Chukwueweka, nigerianischer Fußballspieler
- Maduaka, Joice (* 1973), britische Sprinterin
- Madubost, Jacques (1944–2018), französischer Leichtathlet
- Madubuko, Nkechi (* 1972), deutsche Leichtathletin und Fernsehmoderatorin
- Madueke, Noni (* 2002), englischer FußballspielerNoni Madueke (* 2002)

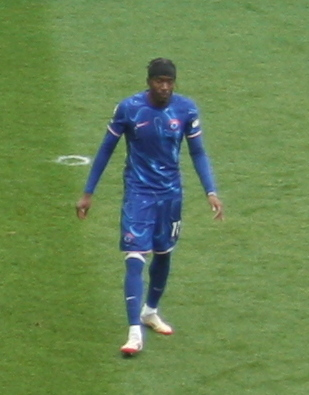
Noni Madueke (* 2002)

- Madueño, Natalie (* 1987), dänische Schauspielerin
- Madugu, Justine (* 1964), nigerianischer Fußballtrainer
- Maduk (* 1990), niederländischer DJ
- Maduka, Jessie (* 1996), deutsche Leichtathletin
- Madumarow, Adachan (* 1965), kirgisischer Politiker
- Maduot, Toby (1936–2012), Mediziner und Politiker im Süden des Sudan
- Madureira Dias, Manuel (* 1936), portugiesischer Geistlicher, emeritierter Bischof von Faro
- Madureira, Antônio (* 1949), brasilianischer Gitarrist und Komponist
- Madureira, Doka (* 1984), bulgarisch-brasilianischer Fußballspieler
- Madureira, Joe (* 1974), US-amerikanischer Comiczeichner
- Maduro, George (1916–1945), niederländischer Student und Widerstandskämpfer
- Maduro, Hedwiges (* 1985), niederländischer Fußballspieler
- Maduro, Nicolás (* 1962), venezolanischer PolitikerNicolás Maduro (* 1962)

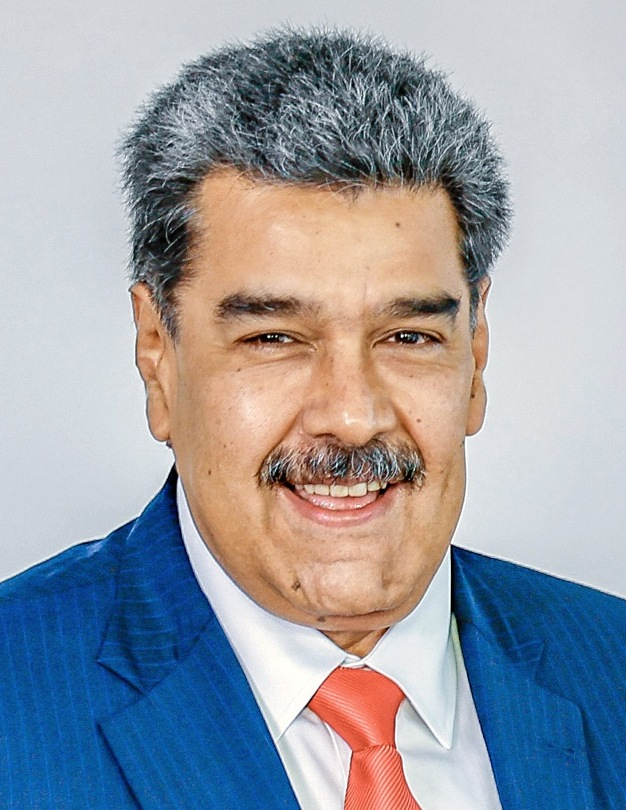
Nicolás Maduro (* 1962)

- Maduro, Prakriti (* 1980), venezolanische Schauspielerin und Regisseurin
- Maduro, Ricardo (* 1946), honduranischer Politiker
- Maduschka, Leo (1908–1932), deutscher Bergsteiger, Germanist und Autor
- Madushani, Kawshalya (1995–2022), sri-lankische Leichtathletin
- Madushanka, Dilshan (* 2000), sri-lankischer Cricketspieler

### Madv
- Madvig, Johan Nicolai (1804–1886), dänischer klassischer Philologe und Politiker, Mitglied des Folketing

### Madw
- Madwave, Schweizer Trance-DJ und -Produzent

### Mady
- Madyes, König der Skythen

### Madz
- Madžgalj, Marinko (1978–2016), serbischer Schauspieler, Sänger und Fernsehmoderator
- Madzia, Klaus (* 1966), deutscher Journalist und Unternehmer
- Madziar, Łucja (* 1981), polnische Geigerin
- Madžovska, Simona (* 1993), nordmazedonische Handballspielerin